# 横浜市営地下鉄ブルーライン
ブルーラインは、神奈川県藤沢市の湘南台駅から横浜市青葉区のあざみ野駅までを結ぶ、横浜市営地下鉄（横浜市交通局）の鉄道路線である。
正式名称は、湘南台駅 - 関内駅間が「横浜市高速鉄道1号線」、関内駅 - あざみ野駅間が「横浜市高速鉄道3号線」である。正式な起点は1号線・3号線ともに関内駅であるが、運行系統上の起点は湘南台駅となる。なお関内駅を始発・終着とする列車は運行されておらず、1号線と3号線の直通運転が基本となっている。横浜国際港都建設法および都市計画法等に基づく都市高速鉄道としての名称は、「横浜国際港都建設計画都市高速鉄道第1号市営地下鉄1号線」、「藤沢都市計画都市高速鉄道1号線」および「横浜国際港都建設計画都市高速鉄道第2号市営地下鉄3号線」である。
4号線（グリーンライン）の開業によって同局の地下鉄路線を区別する必要が生じたため、同線が開業した2008年3月30日より、公募で決定した路線愛称ブルーラインの使用を正式に開始した。ラインカラーは、開業当初は1号線がクリームイエロー（PCCS：Vivid Reddish Yellow）、3号線が赤橙（PCCS：Vivid Reddish Orange）であったが、路線愛称に合わせて横浜市営地下鉄のオフィシャルカラーであるコバルトブルー（PCCS：Vivid Blue）に統一された。路線愛称の由来は「青」が横浜を象徴する色であり、開業時から車両やサイン類でも使用され、路線のイメージカラーと認識されていたことによる。駅ナンバリングで使われる路線記号はB。

## 概要
本路線は、藤沢市北部の湘南台駅から横浜市西部を横断（泉区南部、戸塚駅、港南区中心部、上大岡駅、南区中心部を経て）、横浜都心部である伊勢佐木町・関内・桜木町・横浜駅を通り、横浜市北部を縦断しあざみ野駅に至る。1・3号線を合わせた路線延長は日本の地下鉄路線で都営地下鉄大江戸線に次いで2番目に長い。
東京地下鉄（東京メトロ）の銀座線・丸ノ内線と同様に関東で第三軌条方式を採用している路線である。本路線の開業以降、日本で建設され開業した第三軌条方式の地下鉄は、本路線を含めた既存路線の延伸、もしくはそれらへの直通を前提として本路線の開業後に建設された路線のみであり、純粋に新規に建設された地下鉄として、第三軌条方式を採用した路線は日本では1972年の開業以降2024年時点に至るまで本路線が最後となっている。
1972年の開業時から首都圏では珍しかった自動改札機を全駅で導入していた。また2000年代には全駅でホームドア設置を完了した。これは第三軌条方式のため高電圧に接触しやすく、線路転落時の危険性が高いことも考慮されている。保安装置は開業当初より自動列車制御装置（ATC）を使用しており、開業前の1972年（昭和47年）には、当時の公営地下鉄で行われていた自動列車運転装置（ATO）を導入した自動運転の走行試験も実施されたが（1000形に日立製作所製のATOを搭載）、当時は実用化には至らなかった。
1965年（昭和40年）10月に発表された横浜市六大事業によって、「横浜市の骨格をなす交通手段」「郊外部（南区南部（現在の港南区）・戸塚区西部（現在の泉区））と旧市街地の連絡の強化」「港北ニュータウンの開発促進」「横浜市内交通機関の輸送力増強」「横浜市中心部（桜木町・関内周辺）の再開発の中枢」という位置づけで計画された。そのため横浜都心を縦走し、横浜駅からは神奈川区中央部、新横浜都心、港北ニュータウンを経て青葉区のあざみ野駅へ横浜市内を「コの字型」に貫く放射型路線とされた。また横浜都心からあざみ野駅や港北ニュータウン各駅、あるいは、あざみ野駅、港北ニュータウン、新横浜駅から上大岡駅や戸塚駅の移動経路、戸塚駅から長後街道（神奈川県道22号）を経由した湘南台駅までの経路など、本路線によって利便性が向上した移動経路が多く存在し、横浜市内の人口分布の各区平準化や市域一体化にも寄与している。
神奈川県東部に駅をもつ各社の路線との接続駅が多いため、他社線とのフィーダー機能も備える。JR東日本、JR東海、相模鉄道、京浜急行電鉄、東急電鉄、横浜高速鉄道、小田急電鉄の路線と接続している。JR線は東海道線、横須賀線、湘南新宿ライン、京浜東北線、横浜線、東海道新幹線、東急は東横線、目黒線、東急新横浜線、田園都市線、相鉄は相鉄本線や相鉄新横浜線などの路線に乗り換えができる。
横浜市交通局は観光客向けに「みなとぶらりチケット」を提供している。これは横浜駅・高島町駅・桜木町駅・関内駅・伊勢佐木長者町駅・阪東橋駅・吉野町駅の一日乗車券と横浜市都心部の観光拠点を周遊するあかいくつ号の一日乗車券機能を持つ。加えて新横浜駅で乗降することができる「みなとぶらりチケットワイド」を新幹線利用者向けに提供している。
2023年3月18日には、相鉄線と東急東横線・目黒線へ直通する相鉄新横浜線と東急新横浜線が開業し、JR横浜線菊名駅で東横線経由や田園都市線経由で一部、本路線の新横浜エリアから都心方面へ通勤していた通勤客の一部が東横線・目黒線に直通する東急新横浜線の新横浜駅へ転移し、混雑緩和に繋がった。

### 路線データ
- 路線距離：40.4 km（うち地上区間：7.7 km）
  - 1号線：関内駅 - 湘南台駅間 19.7 km
  - 3号線：関内駅 - あざみ野駅間 20.7 km
- 軌間：1,435 mm
- 駅数（起終点駅含む）：32
  - 1号線：17
  - 3号線：16
    - （ともに関内駅を含む数字）
- 複線区間：全線
- 電化区間：全線（直流750 V第三軌条集電方式）
- 地上区間：湘南台 - 立場間の一部・上永谷駅前後・北新横浜 - あざみ野間の一部
- 閉塞方式：車内信号式
- 営業最高速度：80 km/h[4]
- 編成両数：6両（1984年 - ）
- 車両基地：上永谷検車区、新羽検車区

## 歴史

### 計画の変遷

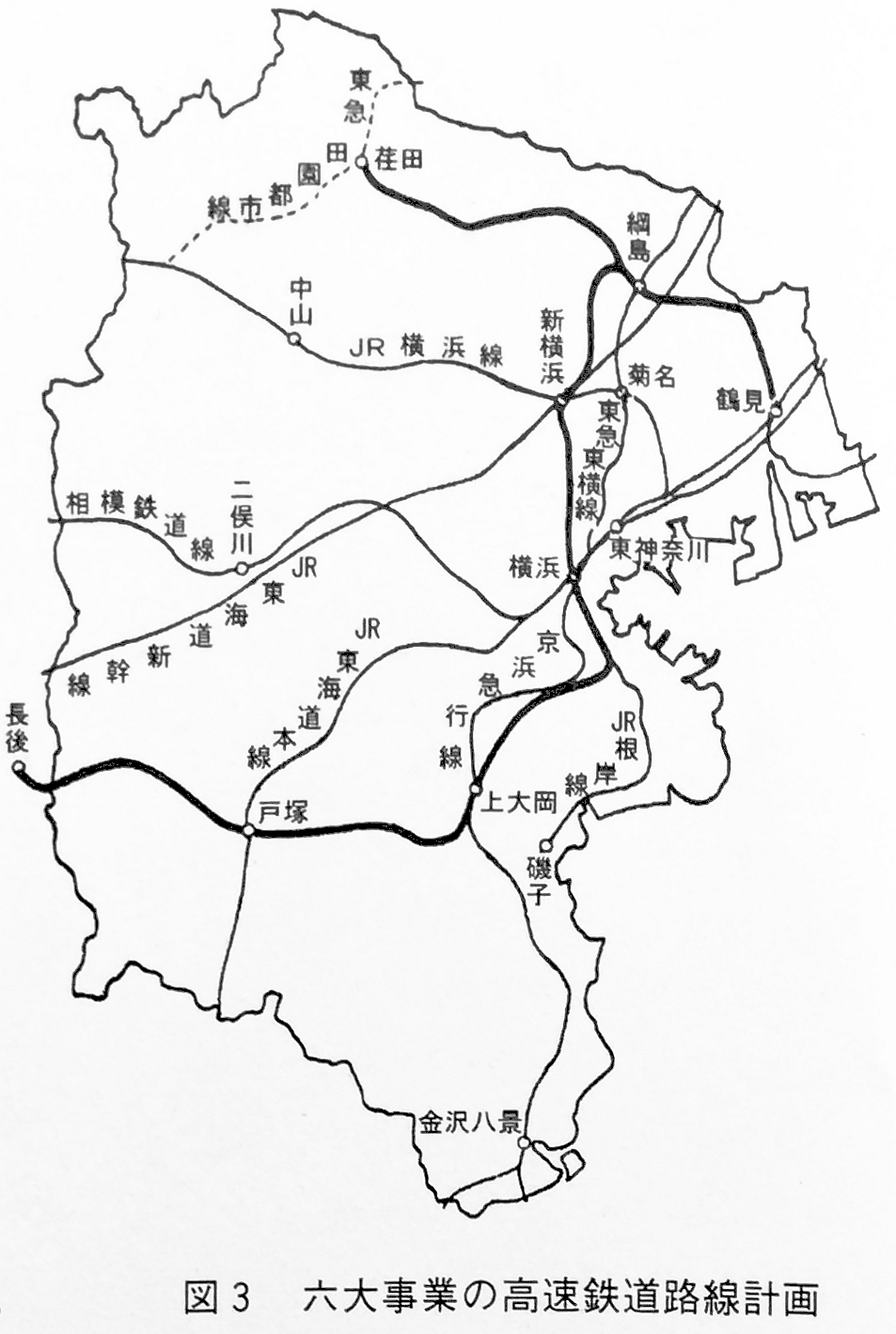
横浜市六大事業構想で公表された高速鉄道路線計画（1965年10月）

1965年の初期構想案では、以下の2路線の計画案が示され、この2ルートを建設予定地として、現在の港北区および緑区を鶴見区と結ぶことで、新横浜駅・港北ニュータウンと市中心部を結ぶことを計画していた。
1. 荏田付近 - 綱島付近 - 鶴見駅付近[9]
2. 綱島付近 - 新横浜駅付近 - 横浜駅付近 - 桜木町・関内駅付近 - 戸塚駅付近 - 長後駅付近[9]

翌1966年（昭和41年）には横浜市都市交通審議会で、上記の計画案がほぼ同一ルートで答申され、以降はこれを原案として計画を進めることとなった。
これに続いて検討された「横浜を中心とする旅客輸送力の整備増強計画試案」では、神奈川新町駅付近で市営地下鉄と京急本線を連絡させることが盛り込まれた。そして当初の案よりも範囲を拡げて4つのルートが計画され、同1966年にはこの計画案が可決された。
- 1号線：六会付近 - 戸塚駅 - 上大岡駅 - 関内駅 (18.6 km)[9][10]
- 2号線：屏風ヶ浦 - 神奈川新町駅 (11.4 km)[9][10]
- 3号線：本牧 - 関内駅 - 桜木町駅 - 横浜駅 - 新横浜駅 - 勝田[注釈 9] (19.2 km)[9][10]
- 4号線：鶴見駅 - 末吉橋 - 勝田 - 元石川 (15.3 km)[9][10]

1970年（昭和45年）年までに緊急整備すべき建設計画路線として、1号線（港町 - 上大岡駅）と3号線（北幸町 - 山下町）の各区間が指定され、関内駅が優先整備区間の分岐点とされた。しかし1975年（昭和50年）、横浜船主会や全横浜港湾関係労働組合協議会といった港湾業界から、地下鉄建設工事により関内周辺の道路が渋滞し、港湾コンテナ輸送に障害が及ぶとして着工延期を求められた。翌1976年（昭和51年）9月4日には伊勢佐木長者町駅 - 横浜駅が開通。同日開業した地下鉄の関内駅は、同一ホームで1号線（戸塚駅方面）と3号線（横浜駅方面）を乗り換えできるよう設計されていたが片側のみの使用となった。
市では港湾業界からの要請を受け、1989年（平成元年）まで計画を延期し、同じく横浜市六大事業で計画された横浜ベイブリッジと首都高速神奈川1号横羽線の完成を待つこととした。その間に同じく横浜市六大事業で計画されたみなとみらい21地区の再開発事業が進み、市営地下鉄1号線の関内駅 - 山下町の未成区間がみなとみらい線の計画区間と重なったことから、1号線の関内 - 山下町間が計画廃止された。
1号線の立場駅以西は長後街道（神奈川県道22号）沿いの地下を長後駅付近まで延伸する計画だった。これは計画当時小田急江ノ島線の中で長後駅の乗降客数が比較的多く、また急行などの優等種別編成が停車していたためである。しかし長後駅周辺の反対運動により計画は変更され、隣駅で誘致に熱心であった湘南台駅付近への延伸となった。湘南台への延伸計画が確定した当初は、現在の立場駅と下飯田駅の間に駅が出来る計画もあったが、その後、駅計画は消滅している。予定地として検討され、先行して市有地として買収されていた場所は、現在、同線の和泉変電所および和泉町作右衛門公園の多目的広場として利用されている。
3号線の三ツ沢下町駅 - 岸根公園駅間は、当初は民有地の下を直線的に結ぶ予定であったが、横浜市電の路線と同じ三ツ沢上町 - 片倉町廻りのルートに変更され、なるべく道路の下を通るように迂回して建設された。これは表向きは住宅街の直下を走ることによる騒音を懸念した住民への配慮であったが、実態は横浜駅・関内・みなとみらい方面へ買い物客が流出することを恐れた六角橋付近の商店街関係者による反対運動や、並行する東急東横線を運営する東京急行電鉄（現・東急電鉄）の横槍であったとの見方もある。それでも民有地の下を通らざるを得ない区間は騒音対策のためバラスト軌道になっている。
1984年に6両編成化され、1985年3月に新横浜駅まで開業したものの、東海道新幹線からの乗り換え客は想定していた程多くなかった。
距離が比較的近い静岡県東中部方面から横浜市街へは地下鉄乗り換えが増えたが、201 kmを越える浜松駅以西（特に中京圏・関西圏方面）からの客は乗車券の効力が横浜市内まであり、国鉄およびJRの「横浜市内の駅」までなら別途運賃を払う必要ない横浜線を利用してしまうからである。
3号線などの後から開業した区間のトンネルはNATM工法が多用され、第三軌条方式の地下鉄にしてはトンネルの天井が高くなっている箇所も多い。藤沢市内を通る区間は民有地の下の通過を避けるため、上段に本線が、下段に相鉄いずみ野線が乗る2段式のトンネルになっている。なお湘南台駅では、相鉄いずみ野線の倉見・平塚方面への延伸計画があるため、延伸先の地形を考慮して小田急江ノ島線湘南台駅西側の地下3階に相鉄いずみ野線が、東側の地下2階に本路線が配置されている。
港北ニュータウン計画の進展や4号線（グリーンライン）計画の見直しなどで、4号線との連絡駅はセンター北とセンター南の両駅に決まり、同線は南の中山駅に向かうこととなったため、3号線が代わりに元石川まで延伸することとなった。元石川駅の位置に関しては、東急側がたまプラーザ駅を強く要望したが、横浜市は市の負担で東京方面へのアクセス性向上を図るのは営業的にも好ましくないなどの理由で、1977年に開業したあざみ野駅に固執した。1981年に美しが丘連合自治会が、東急と横浜市に対して、横浜市営地下鉄3号線の接続駅をたまプラーザ駅とするように1万人の署名を集めて要望したが、横浜市議会は全会一致でこれを却下した。結局3号線の終点はあざみ野駅となったが、開業後も長い間同駅には田園都市線の快速（1996年4月廃止）や急行が停車せず、日中は10分間隔の各停しかなく、地下鉄開業に伴って乗降客数が激増したため乗り換え駅としては不便な状態となっていた。しかし、横浜市からの要請を受け、藤が丘駅の上り通過線設置工事が完了した後に行われた2002年3月28日のダイヤ改正で田園都市線の急行が（2007年4月5日からは準急も）停車するようになり、改善が図られた。
新羽 - あざみ野間のみは、地下高速鉄道ではなくニュータウン鉄道としての補助金を受けて建設された。

### 年表
- 1972年（昭和47年）12月16日 - 伊勢佐木長者町駅 - 上大岡駅間（1号線）が開業（第1期開業）。1000形営業運転開始。
- 1976年（昭和51年）9月4日 - 上大岡駅 - 上永谷駅間（1号線）と伊勢佐木長者町駅 - 関内駅 - 横浜駅（1・3号線）間が開業（第2期開業）[報道 1]。1号線と3号線の相互直通運転を行う。
- 1977年（昭和52年）6月15日 - この日から3両から5両に増車[15]。
- 1984年（昭和59年）6月21日 - 2000形営業運転開始[16]。初の冷房車両となる[16]。この日から6両編成運転開始。
- 1985年（昭和60年）3月14日 - 上永谷駅 - 舞岡駅間（1号線）と横浜駅 - 新横浜駅間（3号線）が開業（第3期開業）[報道 2]。
- 1987年（昭和62年）5月24日 - 舞岡駅 - 戸塚駅間（1号線）が開業（第4期開業）[17]。ただし戸塚駅は仮設駅としての開業。
- 1989年（平成元年）
  - 8月27日 - 戸塚駅が本開業。
  - 9月21日 - 1000形冷房改造車が営業運転を開始[18]。1992年夏までに1000形全車両の冷房改造が実施された[19]。
- 1992年（平成4年）7月6日 - 3000形（現・3000A形）営業運転開始[20]。
- 1993年（平成5年）3月18日 - 新横浜駅 - あざみ野駅間（3号線）が開業（第5期開業）[21]。
- 1999年（平成11年）8月29日 - 戸塚駅 - 湘南台駅間（1号線）が開業（第6期開業）[広報 1]。同時に「新横浜北駅」を「北新横浜駅」に改称[22]（新横浜駅と間違える乗客が後を絶たなかったため）。
- 2002年（平成14年） - 駅ナンバリング開始。同時に開業30周年と2002 FIFAワールドカップ応援の企画として、参加国数と駅数が同じであったことから一駅あたり一カ国ずつ応援する装飾を実施。
- 2003年（平成15年）
  - 3月24日 - 6月30日まで女性専用車両を試験設定する（4号車）[広報 2]。
  - 7月1日 - 平日始発 - 9時のすべての電車に女性専用車両を設定する（4号車）[広報 3]。
  - 12月1日 - 終日全席優先席とする[広報 4][23]。関東の鉄道事業者としては初の試み。
- 2006年（平成18年）
  - 6月15日 - 横浜市交通局が1号線と3号線を合わせた路線名称を「ブルーライン」と決定し、公式サイトなどで使用開始[広報 5]。
  - 12月16日 - 1000形・2000形営業運転終了[広報 6]。
- 2007年（平成19年）
  - 1月20日 - ATOによる自動運転を開始[広報 7]。この影響で踊場・下飯田の両駅で停止位置を変更[広報 8]。
  - 2月 - ワンマン運転化に伴い各駅でホームドアの設置工事を開始[広報 9]。
  - 4月7日 - あざみ野駅で初めてホームドアの使用を開始[広報 9][広報 10]。
  - 9月15日 - 全駅でホームドア稼動開始[広報 10]。
  - 12月15日 - ワンマン運転開始[広報 11]。
- 2008年（平成20年）
  - 3月30日 - グリーンライン開業に伴い、「ブルーライン」の名称を使用開始[広報 5]。
  - 12月31日 - 2009年（平成21年）1月1日 - 初めて終夜運転を実施（全線で6往復運転）。
- 2012年（平成24年）7月 - 各車両に「ゆずりあいシート」を設置。同年9月から全面実施[広報 12]。
- 2015年（平成27年）7月18日 - ダイヤ改正により、快速の運転が開始[広報 13][24]。
- 2017年（平成29年）3月4日 - 土休日の快速の運転時間が20時30分まで拡大[広報 14]。
- 2019年（平成31年・令和元年）
  - 1月23日 - あざみ野駅 - 新百合ヶ丘駅間延伸の事業化決定について横浜市と川崎市で覚書を交換[広報 15]。
  - 6月6日 - 午前5時22分に下飯田駅を発車した湘南台発あざみ野行き始発列車がその直後に脱線する事故が発生[広報 16][報道 3]。この影響で湘南台駅 - 踊場駅間が不通となる[報道 4]。6月10日10時より全線運転再開[広報 17]。
  - 8月29日 - 午前8時35分頃、踊場駅到着後引込線に移動中の列車が停止位置を超えて壁に接触する事故が発生[広報 18]。
- 2022年（令和4年）5月2日 - 4000形の運行を開始[広報 19]。
- 2024年（令和6年）12月4日 - グリーンラインを含む全駅でクレジットカード、デビットカードのタッチ決済を活用した乗車サービスの実証実験を開始[広報 20]。
- 2030年（令和12年）頃 - あざみ野駅 - 新百合ヶ丘駅間延伸開業予定[報道 5]。

## 運行形態
基本的に1号線と3号線を相互直通しているが、3号線内のあざみ野駅 - 新横浜駅間や1号線内の湘南台駅 - 上永谷駅間などの区間列車もある。2023年3月18日改正ダイヤでは、日中時間帯は30分あたり湘南台駅 - あざみ野駅間の快速が1本、湘南台駅 - あざみ野駅間の普通が1本、踊場駅 - あざみ野駅間の普通が1本、湘南台駅 - 新羽駅間の普通が1本運行されている。
終夜運転は、2008年度の大晦日終電後から元日の早朝にかけて初めて実施した。全線で6往復運行し、うち1往復は伊勢佐木長者町駅 - あざみ野駅間折り返し運行となった。
| 種別＼駅名 | 種別＼駅名 | 湘南台 | …   | 踊場 | 踊場 | …   | 新羽 | 新羽 | …   | あざみ野 |
| ---------- | ---------- | ------ | --- | ---- | ---- | --- | ---- | ---- | --- | -------- |
| 運行区間   | 快速       | 2本    | 2本 | 2本  | 2本  | 2本 | 2本  | 2本  | 2本 | 2本      |
| 運行区間   | 普通       | 2本    | 2本 | 2本  | 2本  | 2本 | 2本  | 2本  | 2本 | 2本      |
| 運行区間   | 普通       | 2本    |     |      |      |     |      |      |     |          |
| 運行区間   | 普通       |        | 2本 |      |      |     |      |      |     |          |

### 列車種別

#### 快速
戸塚駅 - 新羽駅間で快速運転を行う。この区間内の停車駅は、他社線との乗り換えのできる戸塚駅、上大岡駅、関内駅、桜木町駅、横浜駅、新横浜駅と車両基地所在駅であり緩急接続が可能な上永谷駅、新羽駅を加えたものとなっている。なお、両端の区間となる湘南台駅 - 戸塚駅間と新羽駅 - あざみ野駅間は各駅に停車する。通過駅では通過時に通過警告メロディ（あざみ野方面：「スズラン」・湘南台方面：「今日もゴキゲン」）が鳴る。
運行時間帯は平日が10時 - 17時、土休日が9時 - 21時。運行本数は30分間隔の1時間あたり2本で全列車が湘南台駅 - あざみ野駅間を通して運行される。2017年3月4日より、9時30分 - 16時であった土休日の快速運転時間帯が20時30分までに拡大、2023年3月18日から快速運転時間帯が平日10時 - 16時、土休日9時30分 - 20時30分から平日10時 - 17時、土休日9時 - 21時に拡大された。
すべての列車が緩急接続を行い、両方向ともに上永谷駅で踊場駅発着の普通に、新羽駅で湘南台行きの快速が当駅始発の普通に接続する（あざみ野行きについては、新羽駅止まりの普通の接続を受ける）。
所要時間は、湘南台駅 - あざみ野駅間（全線）が普通列車で69分なのに対し快速は60分、戸塚駅 - 関内駅間が17分、横浜駅 - 新横浜駅間がノンストップで8分である。
車両の方向幕表示や駅構内の案内では赤色■で案内される。
第三軌条方式で優等列車の運転を行っているのは日本では最初の例であり、また現在も本路線のみで行われている。

##### 優等列車導入の経緯
1972年の開業時から40年以上にわたって急行運転は行われていなかったが、2012年に2014年度を目処として優等列車の導入を検討していることが明らかとなり、2015年2月には快速列車の停車駅が報じられ、湘南台 - あざみ野間を、各駅停車に比べ約10分短い約60分で結ぶことが明らかになった。
2015年5月13日には、同年7月18日にダイヤ改正を実施し、快速の運転を開始することが発表された。

#### 普通
日中時間帯は30分あたり湘南台駅 - あざみ野駅間を直通する列車と踊場駅 - あざみ野駅間・湘南台駅 - 新羽駅間の区間列車が各1本ずつ運行されている（1時間あたりでは計6本）。快速設定後、2023年3月18日のダイヤ改正までは湘南台駅 - あざみ野駅間直通が30分あたり2本設定されており、区間列車と合わせて1時間あたり計8本が運行されていた。
区間列車について踊場駅発着の普通は上永谷駅で快速の待ち合わせを、新羽駅発着の普通は始発・終着駅の新羽駅で快速と接続を取るため、快速通過駅と仲町台駅 - あざみ野駅間・中田駅 - 湘南台駅間の各駅へのアクセスも便宜が図られている。
日中を除く時間帯は全列車が普通となり、多くの列車があざみ野駅 - 湘南台駅間を直通して運転するが、早朝や深夜を中心に車庫のある新羽駅・上永谷駅を発着する入出庫列車が多数あり、平日に限ってはあざみ野駅 - 踊場駅間の区間列車も多数設定されている。そのほか早朝に横浜発あざみ野行きが1本、新横浜発湘南台行きが1本、深夜にあざみ野駅 - 新横浜駅間の区間列車2本（休日は1本）と湘南台駅 - 上大岡駅間の区間列車も1本設定されている。
車両の方向幕表示や駅構内の案内では青色■が主に使われるが、3色LED車両への配慮から緑色■とする場合もあり必ずしも統一されていない。

## ワンマン運転
2007年12月15日よりワンマン運転を実施している。このため、同年2月より各駅にホームドアが設置され、4月より随時稼動を開始した。なおこれに先立ち、同年1月20日よりATOによる自動運転も開始している。
ワンマン運転を開始する前より、ドア開閉は車掌ではなく運転士が運転台にあるボタンの操作によりホームドア開閉とともに行っている。ホームドアは、当初2月から稼動開始の予定だったが調整が遅れ、4月7日にあざみ野駅で稼動を開始し、9月15日に全駅で使用開始された。
ホームドア稼動開始当初は発車の際は車掌が笛を吹かずに車両に備えてある乗車促進放送を使って発車の合図としていたが、ワンマン運転に向けて発車サイン音が整備され、同年11月ごろから各駅で順次使用を開始している。また、グリーンラインも同様のチャイムを使用している。なお、横浜F・マリノスの本拠地横浜国際総合競技場（日産スタジアム）の最寄り駅である新横浜駅ではF・マリノスの応援歌を発車メロディとして使用している。横浜DeNAベイスターズの本拠地横浜スタジアムの最寄り駅である関内駅では、2012年4月3日から発車メロディにベイスターズ球団歌の『熱き星たちよ』も使用していたが、2022年2月1日に他駅同様の汎用メロディに変更された。

## 利用状況
2021年（令和3年）度の朝ラッシュ時最混雑区間（三ツ沢下町駅 → 横浜駅間）の混雑率は123%である。
近年の輸送実績を下表に記す。表中、最高値を赤色で、最高値を記録した年度以降の最低値を青色で、最高値を記録した年度以前の最低値を緑色で表記している。
| 年度               | 最混雑区間（三ツ沢下町 → 横浜間）輸送実績 | 最混雑区間（三ツ沢下町 → 横浜間）輸送実績 | 最混雑区間（三ツ沢下町 → 横浜間）輸送実績 | 最混雑区間（三ツ沢下町 → 横浜間）輸送実績 | 特記事項                                                                                 |
| 年度               | 運転本数：本                              | 輸送力：人                                | 輸送量：人                                | 混雑率：%                                 | 特記事項                                                                                 |
| ------------------ | ----------------------------------------- | ----------------------------------------- | ----------------------------------------- | ----------------------------------------- | ---------------------------------------------------------------------------------------- |
| 1980年（昭和55年） | 12                                        | 7,440                                     | 10,622                                    | 143                                       | 最混雑区間は吉野町 → 阪東橋間                                                            |
| 1981年（昭和56年） | 12                                        | 7,440                                     | 10,598                                    | 142                                       |                                                                                          |
| 1982年（昭和57年） | 12                                        | 7,440                                     | 10,727                                    | 144                                       |                                                                                          |
| 1983年（昭和58年） | 12                                        | 7,440                                     | 11,218                                    | 152                                       |                                                                                          |
| 1984年（昭和59年） | 12                                        | 9,000                                     | 15,531                                    | 173                                       | 1985年3月14日、上永谷駅 - 舞岡駅間と横浜駅 - 新横浜駅間が開業                            |
| 1985年（昭和60年） | 12                                        | 9,000                                     | 12,852                                    | 143                                       | 最混雑区間を阪東橋 → 伊勢佐木長者町間に変更                                              |
| 1986年（昭和61年） | 12                                        | 9,000                                     | 14,014                                    | 156                                       | 最混雑区間を吉野町 → 阪東橋間に変更                                                      |
| 1987年（昭和62年） | 12                                        | 9,000                                     | 15,001                                    | 167                                       | 1987年5月24日、舞岡駅 - 戸塚駅間が開業                                                   |
| 1988年（昭和63年） | 12                                        | 9,000                                     | 15,003                                    | 167                                       |                                                                                          |
| 1989年（平成元年） | 12                                        | 9,000                                     | 15,219                                    | 169                                       |                                                                                          |
| 1990年（平成02年） | 12                                        | 9,000                                     | 15,327                                    | 170                                       |                                                                                          |
| 1991年（平成03年） | 12                                        | 9,000                                     | 15,371                                    | 171                                       |                                                                                          |
| 1992年（平成04年） | 13                                        | 9,750                                     | 16,174                                    | 166                                       | 1993年3月18日、新横浜駅 - あざみ野駅間が開業 最混雑区間を阪東橋 → 伊勢佐木長者町間に変更 |
| 1993年（平成05年） | 13                                        | 9,750                                     | 16,503                                    | 169                                       |                                                                                          |
| 1994年（平成06年） | 13                                        | 9,750                                     | 16,557                                    | 170                                       |                                                                                          |
| 1995年（平成07年） | 13                                        | 9,750                                     | 16,494                                    | 169                                       |                                                                                          |
| 1996年（平成08年） | 13                                        | 9,750                                     | 16,105                                    | 165                                       |                                                                                          |
| 1997年（平成09年） | 13                                        | 9,750                                     | 16,362                                    | 168                                       |                                                                                          |
| 1998年（平成10年） | 13                                        | 9,750                                     | 16,080                                    | 165                                       |                                                                                          |
| 1999年（平成11年） |                                           |                                           |                                           |                                           | 1999年8月29日、戸塚駅 - 湘南台駅間が開業                                                 |
| 2000年（平成12年） | 14                                        | 10,500                                    | 15,972                                    | 152                                       |                                                                                          |
| 2001年（平成13年） | 14                                        | 10,500                                    |                                           |                                           |                                                                                          |
| 2002年（平成14年） | 14                                        | 10,500                                    | 15,702                                    | 150                                       |                                                                                          |
| 2003年（平成15年） | 14                                        | 10,500                                    |                                           | 149                                       |                                                                                          |
| 2004年（平成16年） | 14                                        | 10,500                                    |                                           | 149                                       |                                                                                          |
| 2005年（平成17年） | 14                                        | 10,500                                    | 15,585                                    | 148                                       |                                                                                          |
| 2006年（平成18年） | 14                                        | 10,836                                    | 15,779                                    | 146                                       |                                                                                          |
| 2007年（平成19年） | 14                                        | 10,836                                    |                                           | 148                                       |                                                                                          |
| 2008年（平成20年） | 14                                        | 10,836                                    |                                           | 142                                       | 2008年3月30日、横浜市営地下鉄グリーンライン開業                                          |
| 2009年（平成21年） | 14                                        | 10,836                                    | 13,813                                    | 127                                       |                                                                                          |
| 2010年（平成22年） | 14                                        | 10,836                                    | 13,684                                    | 126                                       |                                                                                          |
| 2011年（平成23年） | 14                                        | 10,836                                    | 13,428                                    | 124                                       |                                                                                          |
| 2012年（平成24年） | 14                                        | 10,836                                    | 13,317                                    | 123                                       | 2013年3月16日、東急東横線が東京メトロ副都心線との直通運転開始                            |
| 2013年（平成25年） | 14                                        | 10,836                                    | 13,897                                    | 128                                       | 最混雑区間を三ツ沢下町 → 横浜間に変更                                                    |
| 2014年（平成26年） | 14                                        | 10,836                                    | 13,945                                    | 129                                       |                                                                                          |
| 2015年（平成27年） | 14                                        | 10,836                                    | 14,247                                    | 131                                       |                                                                                          |
| 2016年（平成28年） | 14                                        | 10,836                                    | 14,262                                    | 132                                       |                                                                                          |
| 2017年（平成29年） | 14                                        | 10,836                                    | 14,273                                    | 132                                       |                                                                                          |
| 2018年（平成30年） | 14                                        | 10,836                                    | 15,150                                    | 140                                       |                                                                                          |
| 2019年（令和元年） | 14                                        | 10,864                                    | 15,274                                    | 141                                       |                                                                                          |
| 2020年（令和02年） | 14                                        | 10,864                                    | 12,581                                    | 116                                       |                                                                                          |
| 2021年（令和03年） | 13                                        | 10,088                                    | 12,411                                    | 123                                       |                                                                                          |

## 車両
1985年（昭和60年）からすべて6両編成で、湘南台寄りが1号車、あざみ野寄りが6号車となっている。ワンマン化に伴いブルーラインは、全車両3000形に統一されたが、2022年5月より4000形が導入された。
車両番号の付け方は、千の位で形式、一の位（湘南台寄りが1）で連結位置を表し、百の位と十の位は形式に関係なく導入された順に01からの連番となっている。新型車両に置き換えられて廃車された場合でも、番号は詰められていない。

### 現在の車両
- 3000形
3000A形・3000N形・3000R形・3000S形・3000V形の5種類がある。3000S形は営業運転を終了した2000形の台車や計器類を流用している。2017年から投入された3000V形ではドア上部の車内案内表示器が液晶表示器となっており、また、車両側面と前面に設置されている行先表示器が、従来の3色カラーLEDからフルカラーLEDになっている。3次車（3000R形）以降の全編成にも液晶の車内案内表示器とフルカラーLEDの行先表示器が設置されている[注釈 15]。1次車（3000A形）の置き換えのため、3000V形2次車を導入する計画であったが、1編成のみの導入となり、後述の4000形へ移行した。
- 4000形
2022年5月2日から運行が開始され、2023年度まで8編成を導入する予定となっている[広報 19][広報 24]。川崎重工業が3000V形2次車として受注しており[広報 25]、2021年10月に車両事業を継承した川崎車両にて製造された。

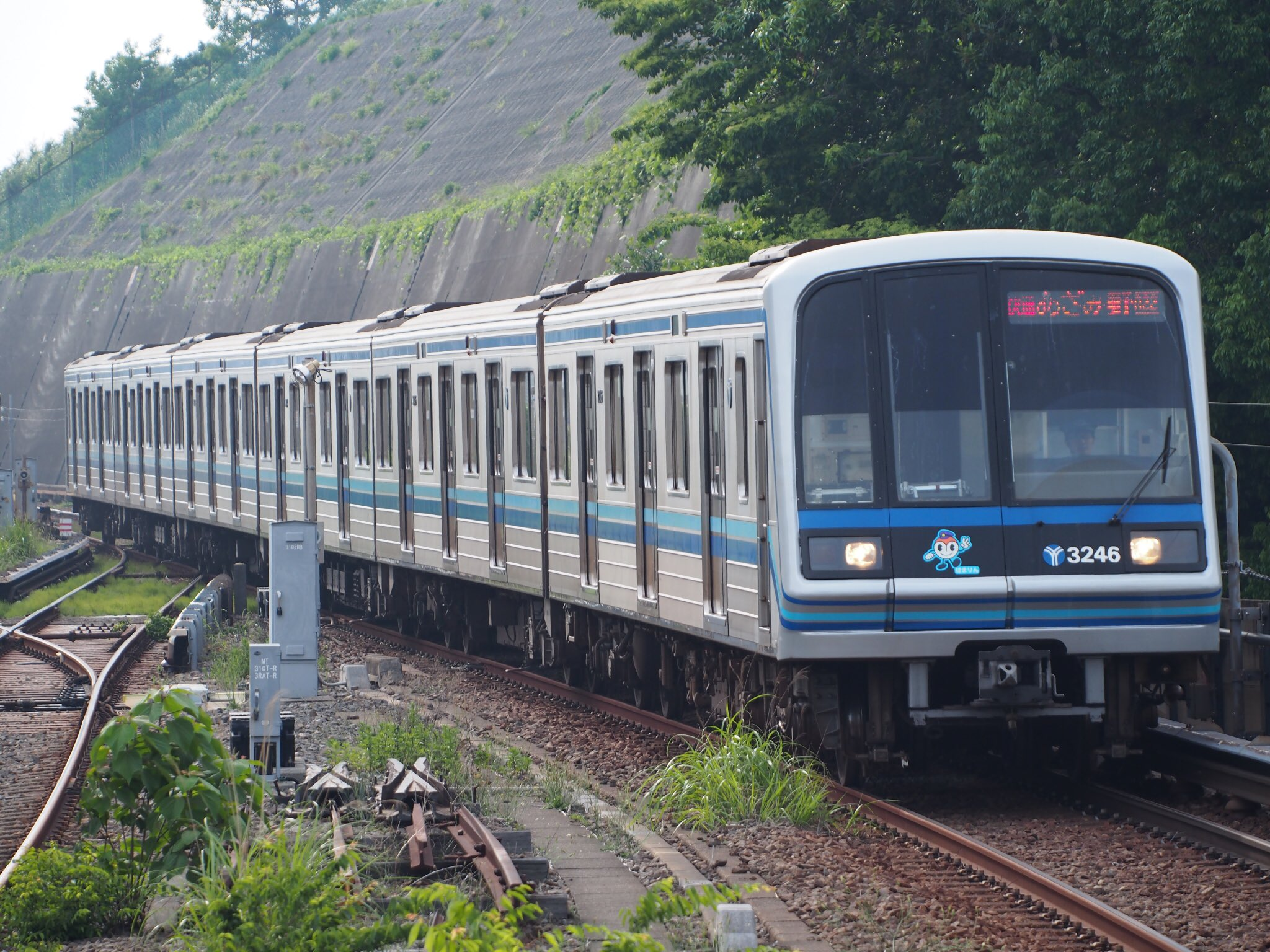
3000形1次車（3000A形）
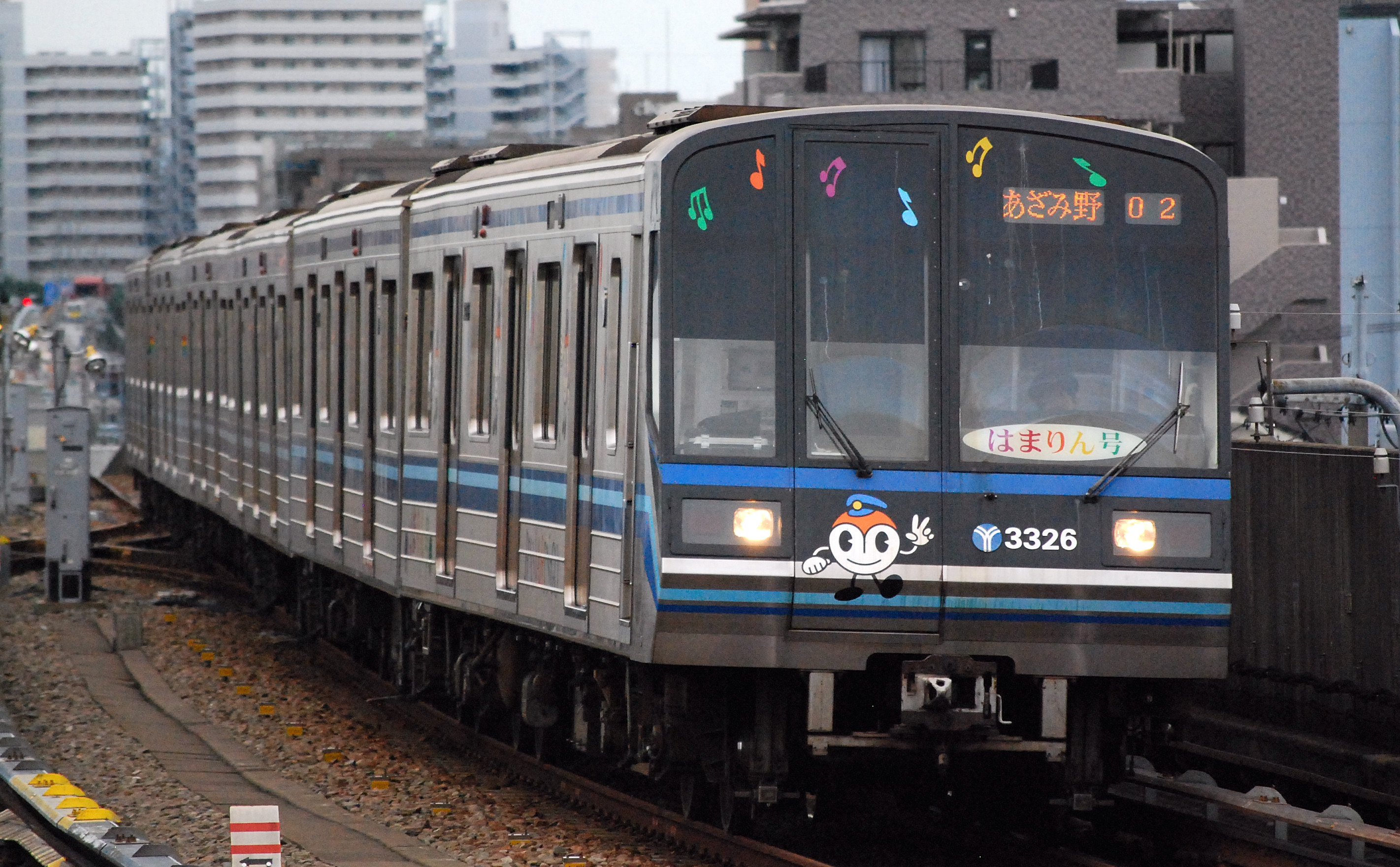
3000形2次車（3000N形）
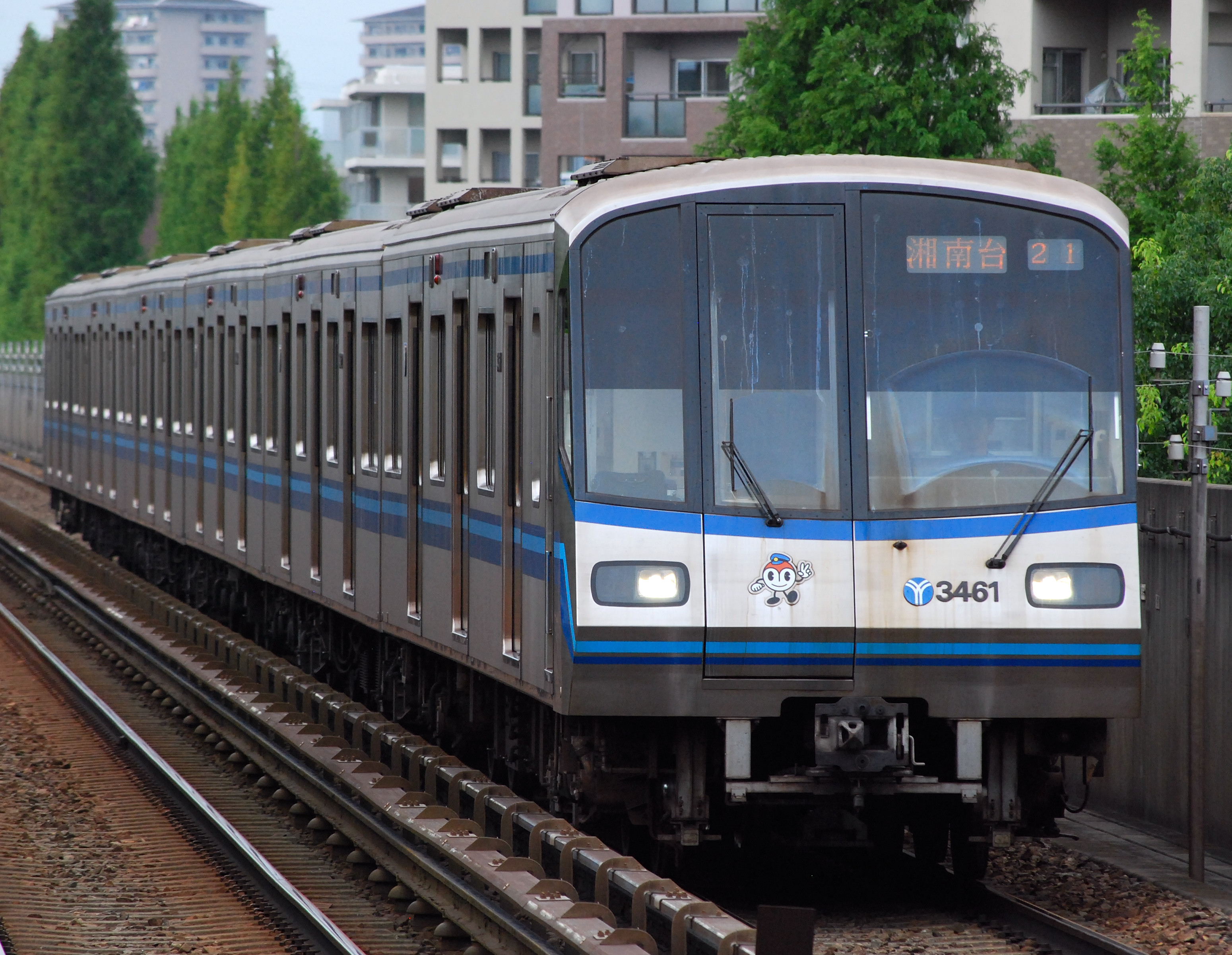
3000形3次車（3000R形）
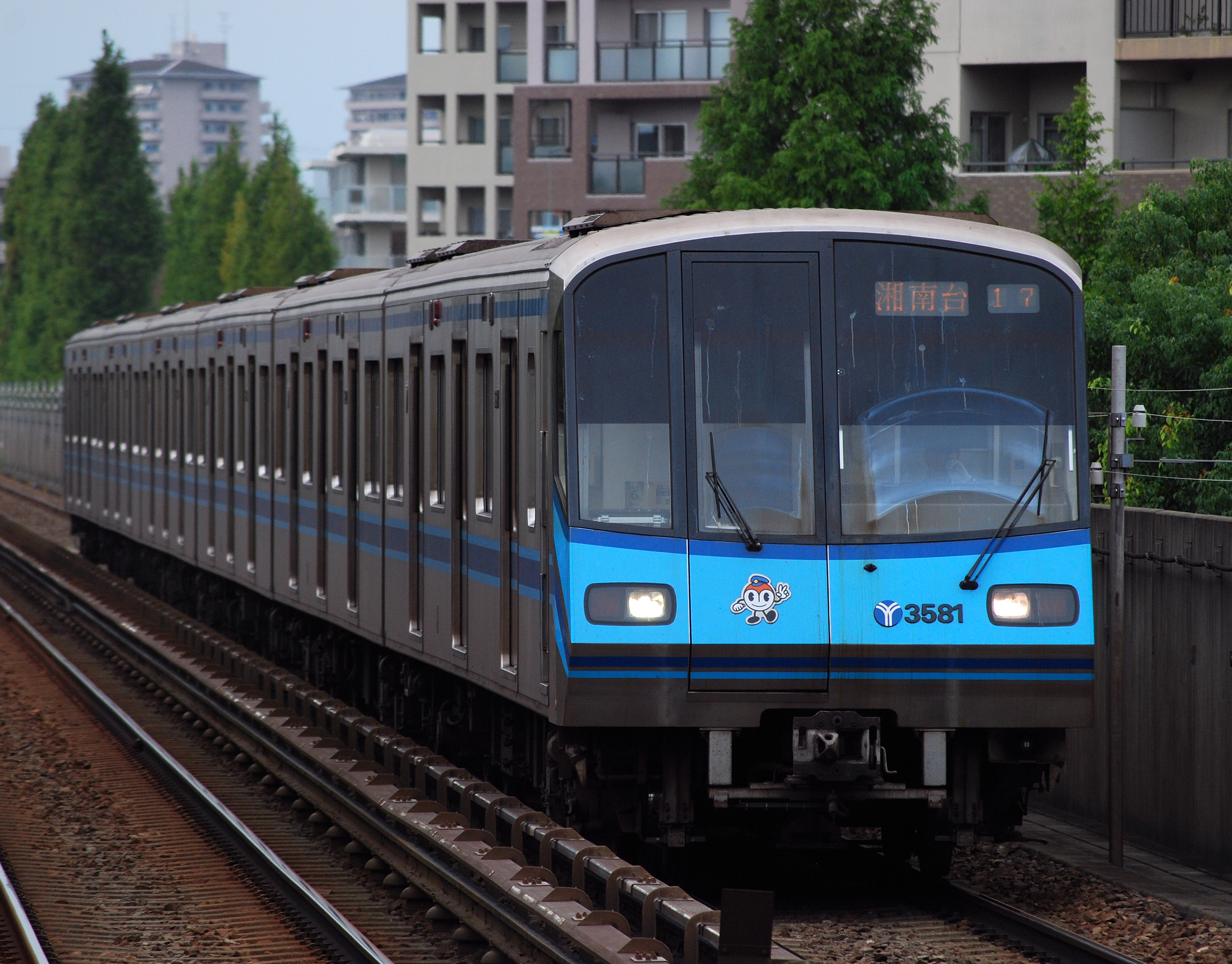
3000形4次車（3000S形）
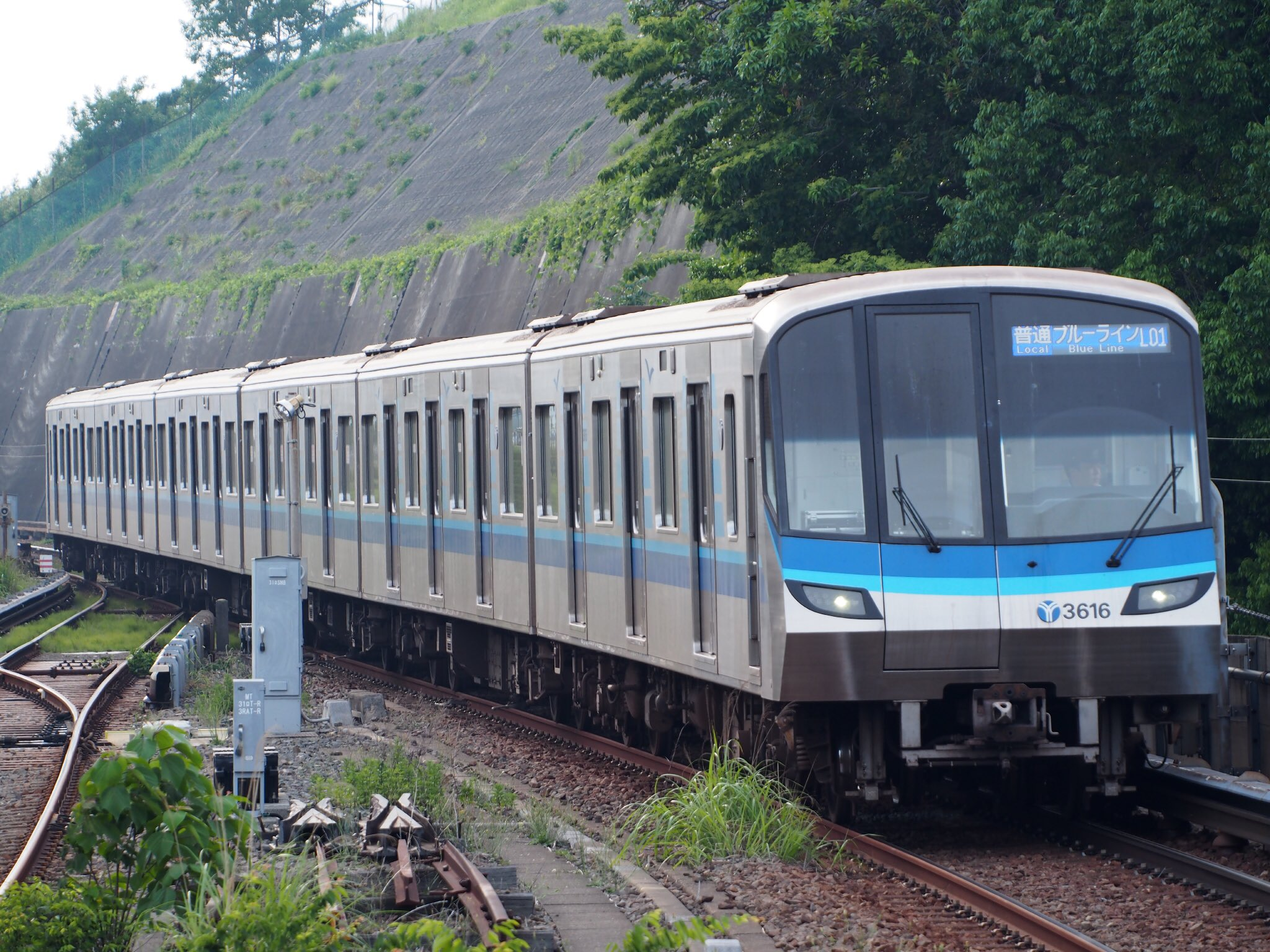
3000形5次車（3000V形）
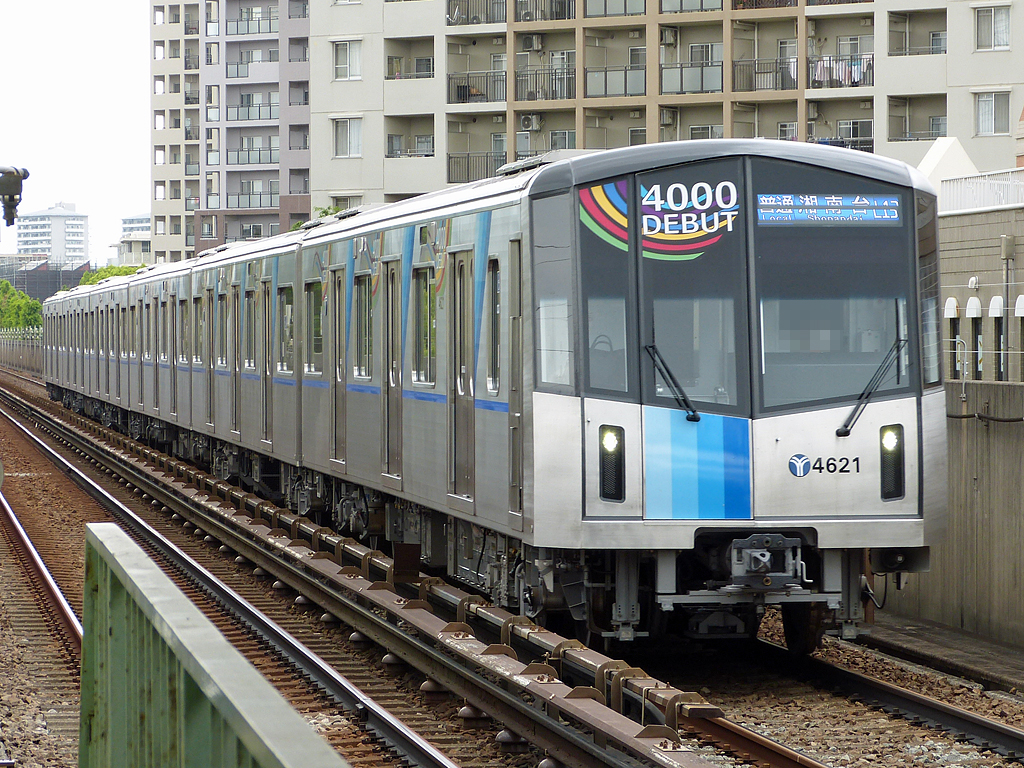
4000形

### 過去の車両
- 1000形
- 2000形

1000形・2000形は、ともに2006年12月16日で営業運転を終了した。

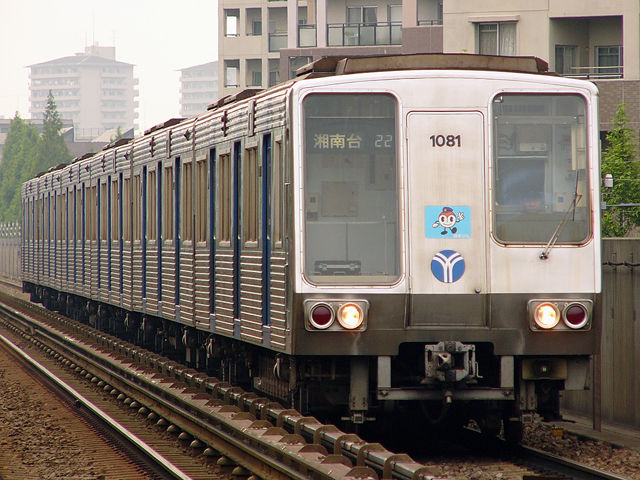
1000形
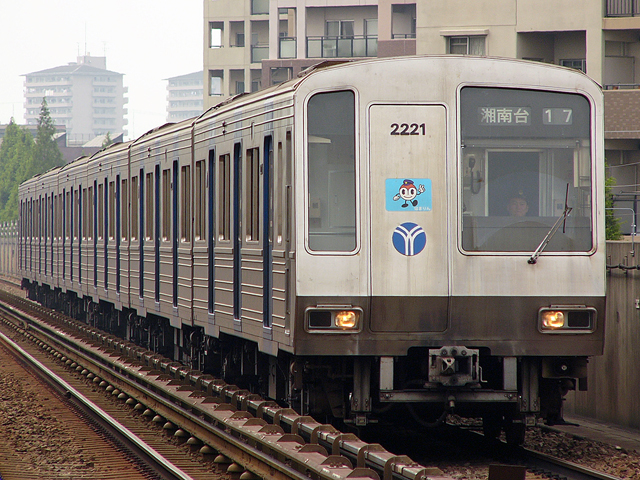
2000形

## 駅一覧
- 全駅が神奈川県内に所在。また、湘南台駅を除いた31駅が横浜市内に所在している。

凡例
停車駅 … ●：停車、｜：通過。普通列車は省略（全駅に停車）。
| 正式路線名 | 駅番号                                | 駅名                            | 略号     | 駅間 キロ | 累計キロ  | 累計キロ    | 快速 | 接続路線                                                                                             | 高架／地下 | 所在地 | 所在地       | 2002W杯 応援国   |
| 正式路線名 | 駅番号                                | 駅名                            | 略号     | 駅間 キロ | 関内 から | 湘南台 から | 快速 | 接続路線                                                                                             | 高架／地下 | 所在地 | 所在地       | 2002W杯 応援国   |
| ---------- | ------------------------------------- | ------------------------------- | -------- | --------- | --------- | ----------- | --- | --- | ---------- | ------ | ------------ | ---------------- |
| １号線     | B01                                   | 湘南台駅                        | ショナ   | -         | 19.7      | 0.0         | ● | 小田急電鉄： 江ノ島線 (OE09) 相模鉄道： 相鉄いずみ野線 (SO37)                                        | 地下区間   | 藤沢市 | 藤沢市       | フランス         |
| １号線     | B02                                   | 下飯田駅 （ゆめが丘ソラトス前） | イイダ   | 1.6       | 18.1      | 1.6         | ● | | 地下区間   | 横浜市 | 泉区         | セネガル         |
| １号線     | B03                                   | 立場駅                          | タテバ   | 2.1       | 16.0      | 3.7         | ● | | 地下区間   | 横浜市 | 泉区         | ウルグアイ       |
| １号線     | B04                                   | 中田駅                          | ナカダ   | 1.1       | 14.9      | 4.8         | ● | | 地下区間   | 横浜市 | 泉区         | デンマーク       |
| １号線     | B05                                   | 踊場駅                          | オドリ   | 0.9       | 14.0      | 5.7         | ● | | 地下区間   | 横浜市 | 泉区         | スペイン         |
| １号線     | B06                                   | 戸塚駅                          | ツカ     | 1.7       | 12.3      | 7.4         | ● | 東日本旅客鉄道： 東海道線（上野東京ラインを含む）(JT 06)・ 横須賀線 (JO 10)・ 湘南新宿ライン (JS 10) | 地下区間   | 横浜市 | 戸塚区       | スロベニア       |
| １号線     | B07                                   | 舞岡駅                          | マイオカ | 1.6       | 10.7      | 9.0         | ｜ | | 地下区間   | 横浜市 | 戸塚区       | パラグアイ       |
| １号線     | B08                                   | 下永谷駅                        | シモナガ | 0.7       | 10.0      | 9.7         | ｜ | | 地下区間   | 横浜市 | 港南区       | 南アフリカ共和国 |
| １号線     | B09                                   | 上永谷駅                        | ナガヤ   | 1.3       | 8.7       | 11.0        | ● | | 高架       | 横浜市 | 港南区       | ブラジル         |
| １号線     | B10                                   | 港南中央駅                      | コナ     | 1.7       | 7.0       | 12.7        | ｜ | | 地下区間   | 横浜市 | 港南区       | トルコ           |
| １号線     | B11                                   | 上大岡駅                        | オオカ   | 1.1       | 5.9       | 13.8        | ● | 京浜急行電鉄： 本線 (KK44)                                                                           | 地下区間   | 横浜市 | 港南区       | 中国             |
| １号線     | B12                                   | 弘明寺駅                        | テラ     | 1.6       | 4.3       | 15.4        | ｜ | | 地下区間   | 横浜市 | 南区         | コスタリカ       |
| １号線     | B13                                   | 蒔田駅                          | マイタ   | 1.1       | 3.2       | 16.5        | ｜ | | 地下区間   | 横浜市 | 南区         | 韓国             |
| １号線     | B14                                   | 吉野町駅                        | ヨシ     | 1.1       | 2.1       | 17.6        | ｜ | | 地下区間   | 横浜市 | 南区         | ポーランド       |
| １号線     | B15                                   | 阪東橋駅                        | バンド   | 0.5       | 1.6       | 18.1        | ｜ | | 地下区間   | 横浜市 | 中区         | アメリカ合衆国   |
| １号線     | B16                                   | 伊勢佐木長者町駅                | チョウ   | 0.9       | 0.7       | 19.0        | ｜ | | 地下区間   | 横浜市 | 中区         | ポルトガル       |
| １号線     | B17                                   | 関内駅                          | カナイ   | 0.7       | 0.0       | 19.7        | ● | 東日本旅客鉄道： 根岸線 (JK 10)                                                                      | 地下区間   | 横浜市 | 中区         | ドイツ           |
| ３号線     | B17                                   | 関内駅                          | カナイ   | 0.7       | 0.0       | 19.7        | ● | 東日本旅客鉄道： 根岸線 (JK 10)                                                                      | 地下区間   | 横浜市 | 中区         | ドイツ           |
| B18        | 桜木町駅 （横浜市役所下車駅）         | サクラ                          | 0.7      | 0.7       | 20.4      | ●           | 東日本旅客鉄道： 根岸線 (JK 11) | サウジアラビア                                                                                       | 地下区間   | 横浜市 | 中区         |                  |
| B19        | 高島町駅                              | タカ                            | 1.2      | 1.9       | 21.6      | ｜          | | 西区                                                                                                 | 地下区間   | 横浜市 | アイルランド |                  |
| B20        | 横浜駅 （相鉄ジョイナス前）           | ハマ                            | 0.9      | 2.8       | 22.5      | ●           | 東日本旅客鉄道： 東海道線（上野東京ラインを含む）(JT 05)・ 横須賀線 (JO 13)・ 湘南新宿ライン (JS 13)・ 京浜東北・根岸線 (JK 12)・ 横浜線 東急電鉄： 東横線 (TY21) 横浜高速鉄道： みなとみらい線 (MM01) 京浜急行電鉄： 本線 (KK37) 相模鉄道： 相鉄本線 (SO01) | 西区                                                                                                 | 地下区間   | 横浜市 | カメルーン   |                  |
| B21        | 三ツ沢下町駅                          | シモチ                          | 1.4      | 4.2       | 23.9      | ｜          | | 神奈川区                                                                                             | 地下区間   | 横浜市 | アルゼンチン |                  |
| B22        | 三ツ沢上町駅                          | カミチ                          | 0.9      | 5.1       | 24.8      | ｜          | | 神奈川区                                                                                             | 地下区間   | 横浜市 | ナイジェリア |                  |
| B23        | 片倉町駅                              | カタクラ                        | 1.9      | 7.0       | 26.7      | ｜          | | 神奈川区                                                                                             | 地下区間   | 横浜市 | イングランド |                  |
| B24        | 岸根公園駅                            | キシネ                          | 1.2      | 8.2       | 27.9      | ｜          | | 港北区                                                                                               | 地下区間   | 横浜市 | スウェーデン |                  |
| B25        | 新横浜駅 （日産スタジアム下車駅）     | シンヨコ                        | 1.6      | 9.8       | 29.5      | ●           | 東海旅客鉄道： 東海道新幹線 東日本旅客鉄道： 横浜線 (JH 16) 相模鉄道： 相鉄新横浜線 (SO52) 東急電鉄： 東急新横浜線 (SH01) | 港北区                                                                                               | 地下区間   | 横浜市 | イタリア     |                  |
| B26        | 北新横浜駅                            | キタハマ                        | 1.3      | 11.1      | 30.8      | ｜          | | 港北区                                                                                               | 地下区間   | 横浜市 | エクアドル   |                  |
| B27        | 新羽駅                                | ニッパ                          | 1.0      | 12.1      | 31.8      | ●           | | 港北区                                                                                               | 高架区間   | 横浜市 | クロアチア   |                  |
| B28        | 仲町台駅                              | ナカマチ                        | 2.3      | 14.4      | 34.1      | ●           | | 都筑区                                                                                               | 高架区間   | 横浜市 | メキシコ     |                  |
| B29        | センター南駅                          | ミナミ                          | 2.3      | 16.7      | 36.4      | ●           | 横浜市営地下鉄： グリーンライン (G04) | 都筑区                                                                                               | 高架区間   | 横浜市 | 日本         |                  |
| B30        | センター北駅 （モザイクモール港北前） | キタ                            | 0.9      | 17.6      | 37.3      | ●           | 横浜市営地下鉄： グリーンライン (G05) | 都筑区                                                                                               | 高架区間   | 横浜市 | ベルギー     |                  |
| B31        | 中川駅 （東京都市大横浜キャンパス前） | ナカガワ                        | 1.6      | 19.2      | 38.9      | ●           | | 都筑区                                                                                               | 地下区間   | 横浜市 | ロシア       |                  |
| B32        | あざみ野駅                            | アザミ                          | 1.5      | 20.7      | 40.4      | ●           | 東急電鉄： 田園都市線 (DT16) | 青葉区                                                                                               | 地下区間   | 横浜市 | チュニジア   |                  |

1. ↑  踊場駅の駅施設の一部は戸塚区に位置する。
2. ↑  阪東橋駅のホームの一部および駅施設の一部は南区に位置する。

三ッ沢上町駅 - 片倉町駅間で保土ヶ谷区峰沢町を通る。

## 延伸計画
終点のあざみ野駅から、青葉区のすすき野付近を経由し川崎市麻生区の新百合ヶ丘駅まで延伸する計画がある（現在この区間は、小田急バスの新23系統によって結ばれている）。
途中3駅（嶮山付近、すすき野付近、川崎市内1駅）を設置予定で、すすき野 - 新百合ヶ丘間はヨネッティー王禅寺付近を通る「東側ルート」、王禅寺公園付近を通る「中央ルート」、白山付近を通る「西側ルート」の3案を設定しているが、東側ルートがより整備効果の高い案としている。
2000年の運輸政策審議会答申第18号では、あざみ野 - すすき野間が2015年度までに開業すべき路線、すすき野 - 新百合ヶ丘間が同年度までに整備着手が適当である路線に位置付けられた。また、2016年の交通政策審議会による「交通政策審議会答申第198号」では、「地域の成長に応じた鉄道ネットワークの充実に資するプロジェクト」として位置づけられ、「課題」として「事業化に向けて（横浜・川崎）両市が協調して、費用負担のあり方や事業主体等を含めた事業計画について、合意形成を進めるべき」との意見が付けられていた。
その後、横浜市の2014年度予算案に調査費などが盛り込まれ、事業化に向けて大きく前進することとなった（2014年8月から2015年3月までの予定でルートの検討や地質調査に着手した）。その後、事業化の判断材料となる技術的要件や採算性などの調査が2018年度末までの予定で進められていた。
2019年1月1日、横浜市があざみ野駅から新百合ヶ丘駅までの延伸方針を固めたことが報じられ、同年1月23日には延伸に関して横浜市と川崎市の間で合意が結ばれ、両市長間で覚書が交わされた。同年8月に延伸事業の概要や今後の事業の進め方についての説明会が横浜市・川崎市共催で行われた。2030年度（2031年3月頃）の開業を目指すとしている。
2020年1月21日に横浜市は、横浜市交通局・川崎市との連名であざみ野 - 新百合ヶ丘間の延伸区間の予定ルートと駅位置を発表した。開業予定は2030年で、駅位置は以下のとおり予定されている。
1. あざみ野駅 - 横浜市青葉区あざみ野（既存駅）
2. 嶮山（けんざん）[報道 10]付近 - 横浜市青葉区すすき野（新駅）
3. すすき野付近 - 横浜市青葉区すすき野（新駅）
4. ヨネッティー王禅寺付近 - 川崎市麻生区王禅寺（新駅）
5. 小田急線・新百合ヶ丘駅南口付近 - 川崎市麻生区万福寺

この延伸計画では、川崎市内の新駅予定地となるヨネッティー王禅寺は路線バスなどの結節点としても位置づけられ、川崎北部の公共交通ネットワーク拠点としての機能強化も謳われている。
なお、湘南台駅から西側への延伸計画はないものの、ブルーラインと同様に湘南台駅へ接続している相鉄いずみ野線については延伸計画が進んでいる。

## 沿線の市街化調整区域
前述のとおり、地下鉄建設の目的の一つに横浜市郊外の開発促進があげられているが、駅が設置されているものの、いまだに市街化調整区域に指定されている地域も残存する。人口や人口密度の高い横浜市において、高度の社会資本である地下鉄が開業した地域においては、土地の高度利用促進の観点から早期の区画整理と市街地への編入が課題となっている。

## デザイン

### 駅舎
駅舎・駅構内は地域の特性や自然環境などをイメージしたデザインが施されており、出入口や地上駅の駅舎のデザインにも工夫が凝らされている。またかつて1号線のラインカラーが黄色であったことから、その名残として天井部や駅名標・椅子など各所に黄色が使用されている。

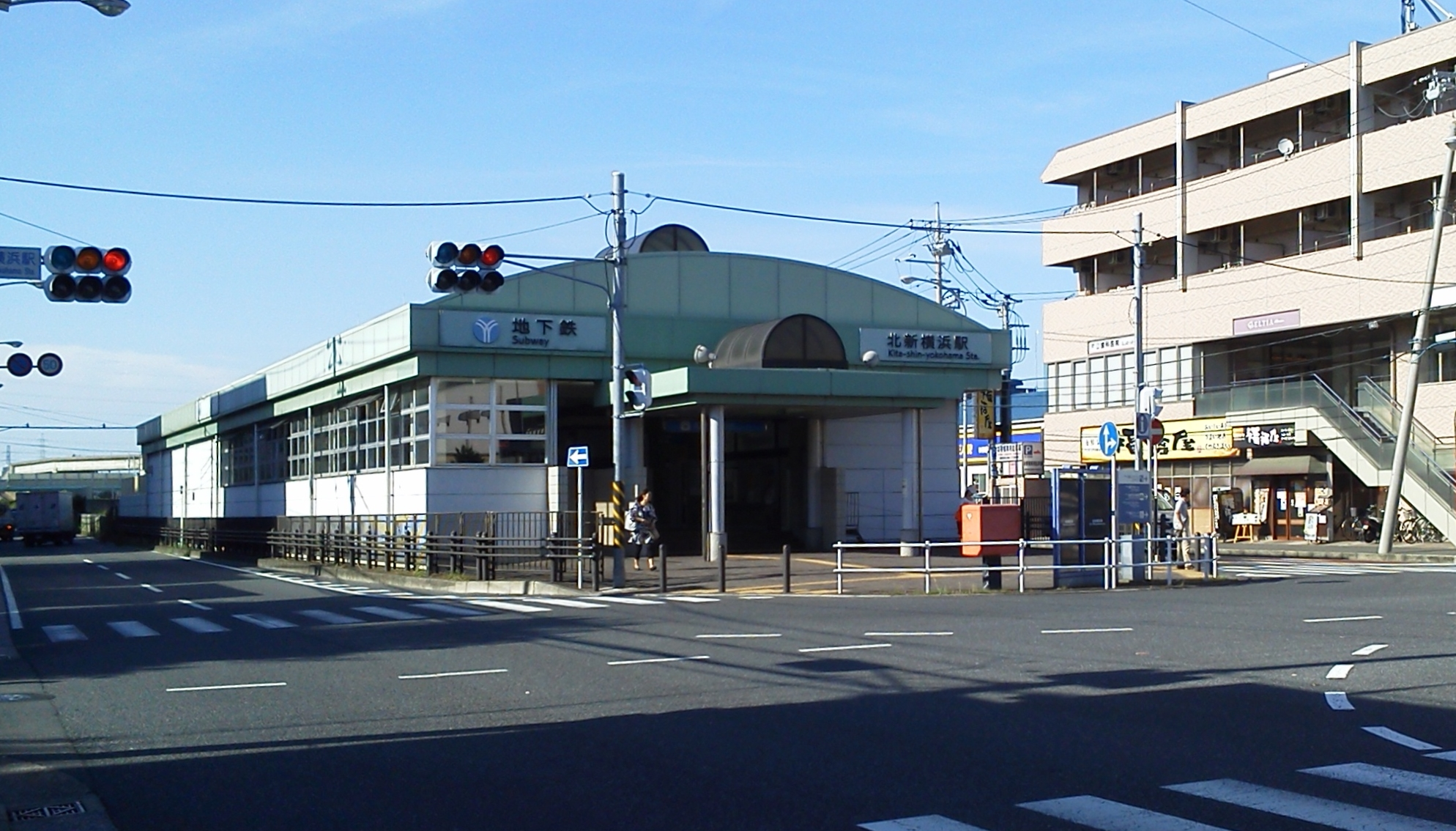
地下鉄の車両をイメージした、北新横浜駅駅舎
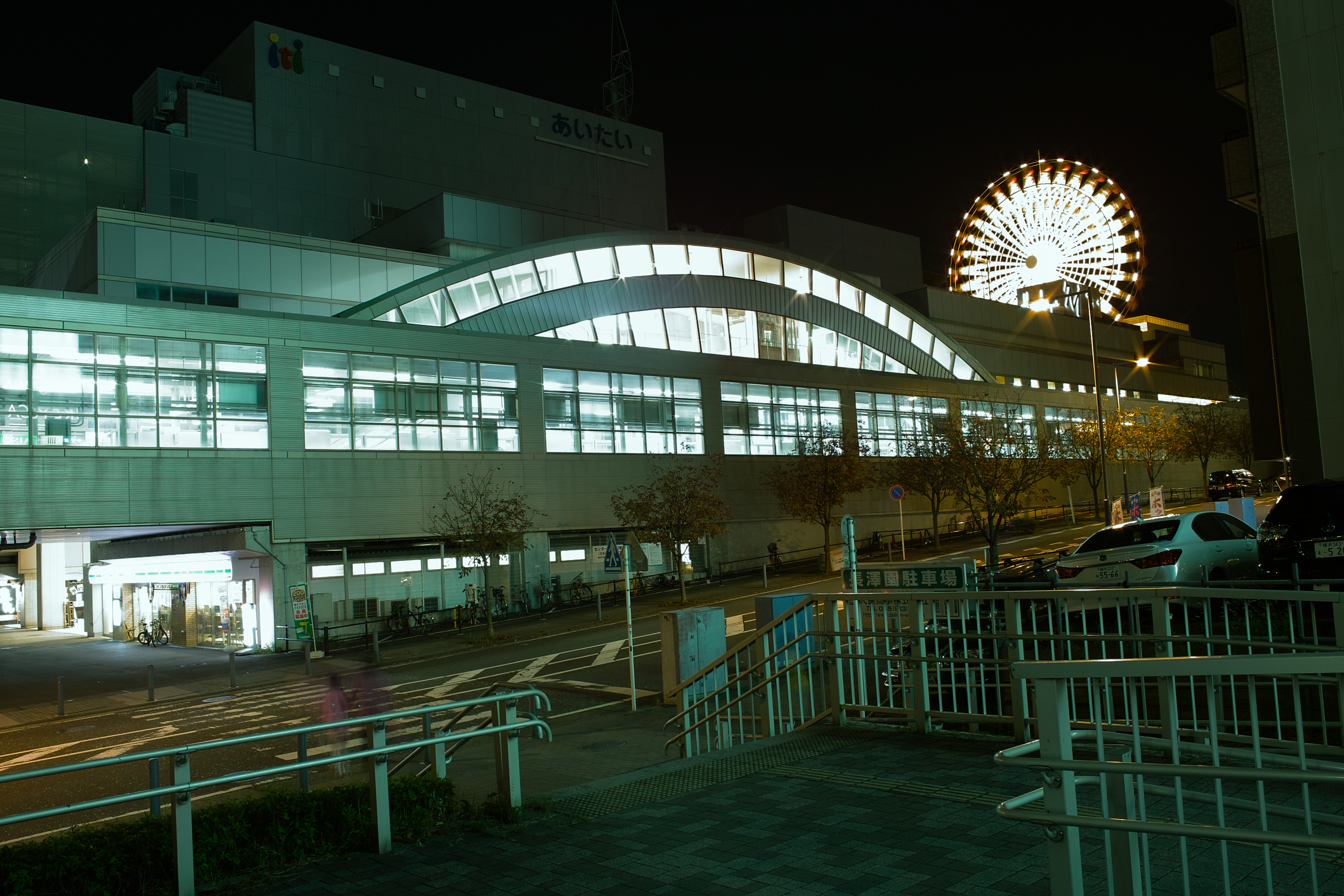
開放感を感じさせるガラスを多用した、センター北駅駅舎
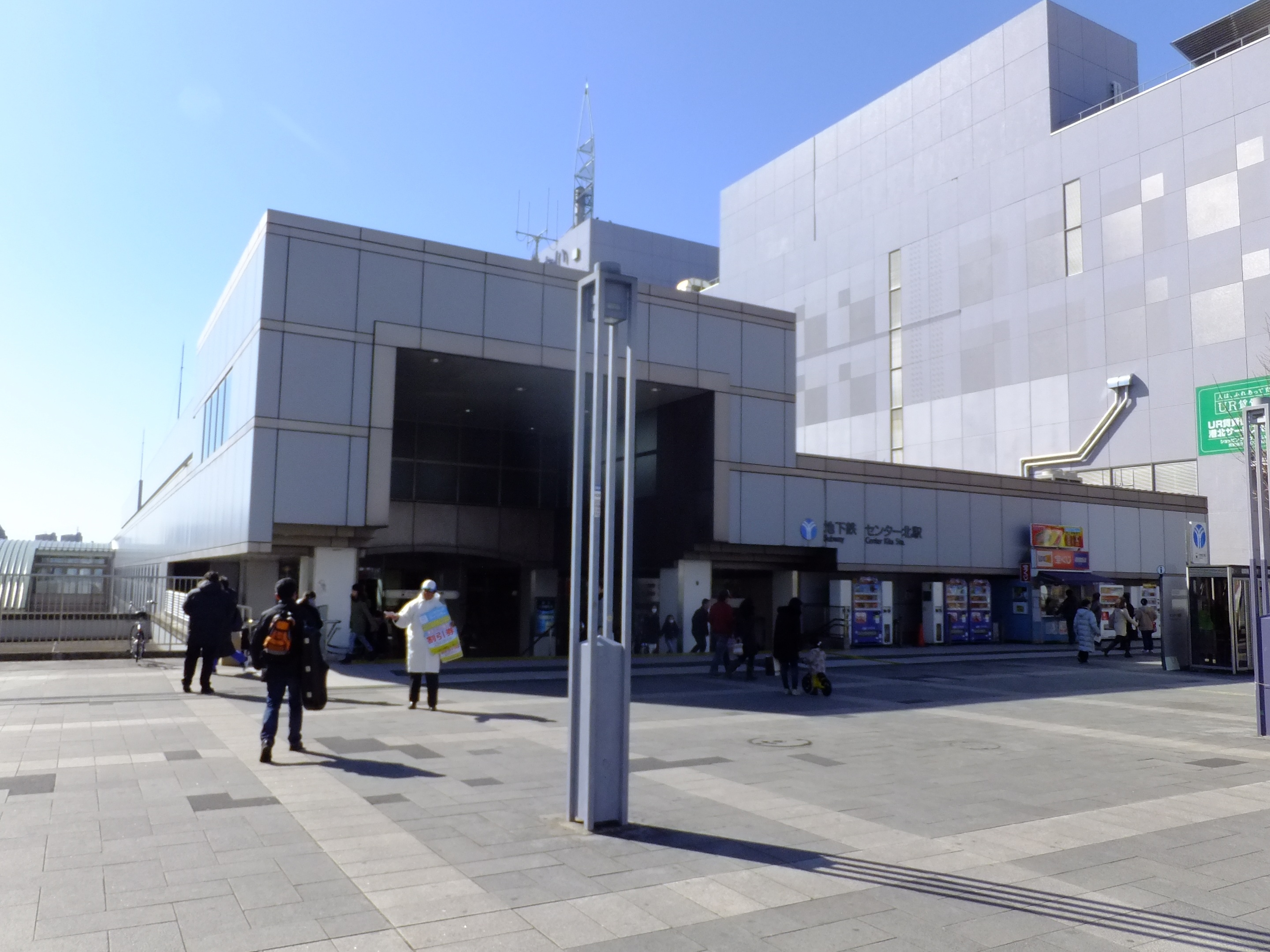
シルエットが対をなす、センター北駅2番出口（駅舎北側）
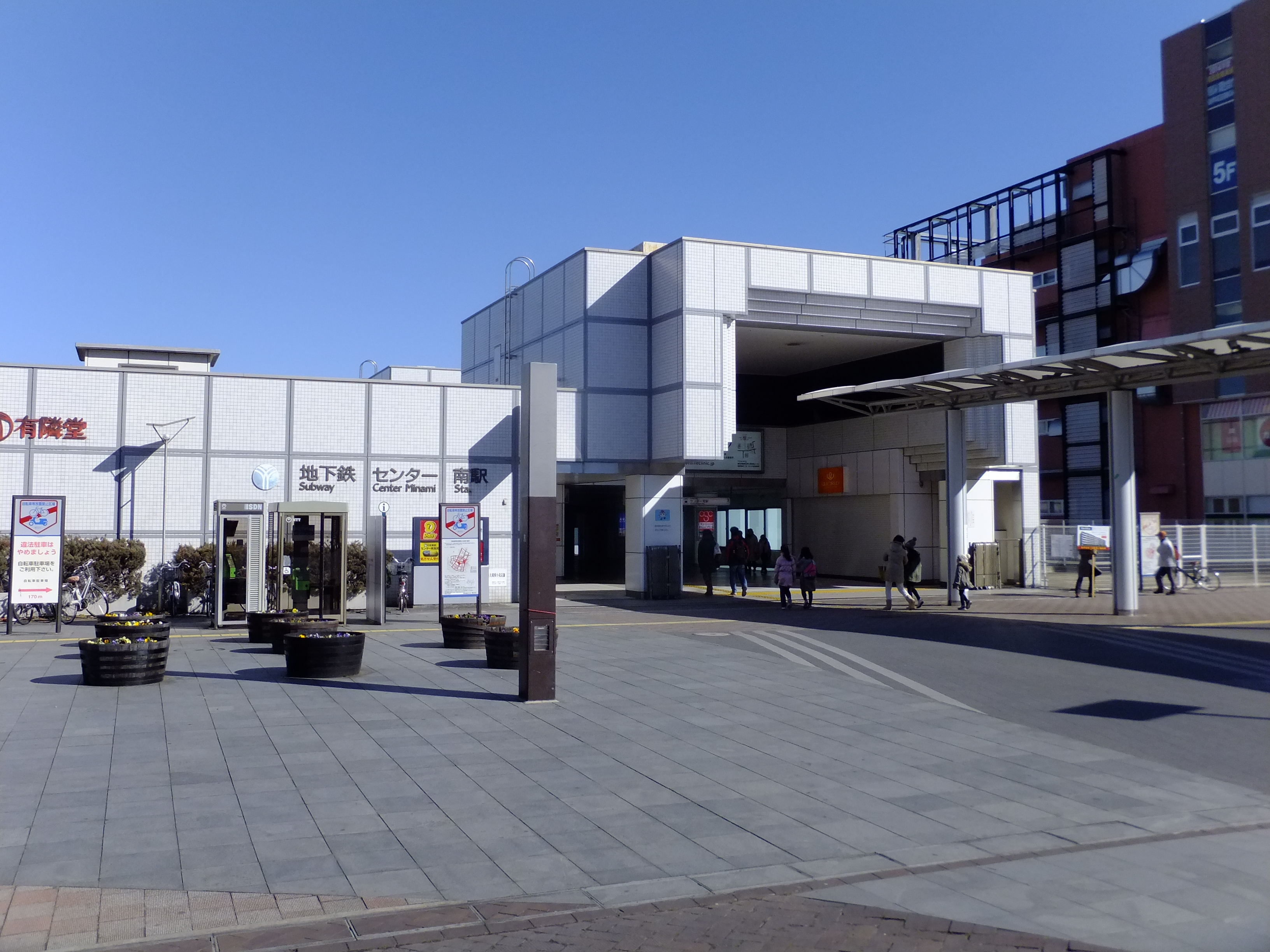
シルエットが対をなす、センター南駅1番出口（駅舎南側）
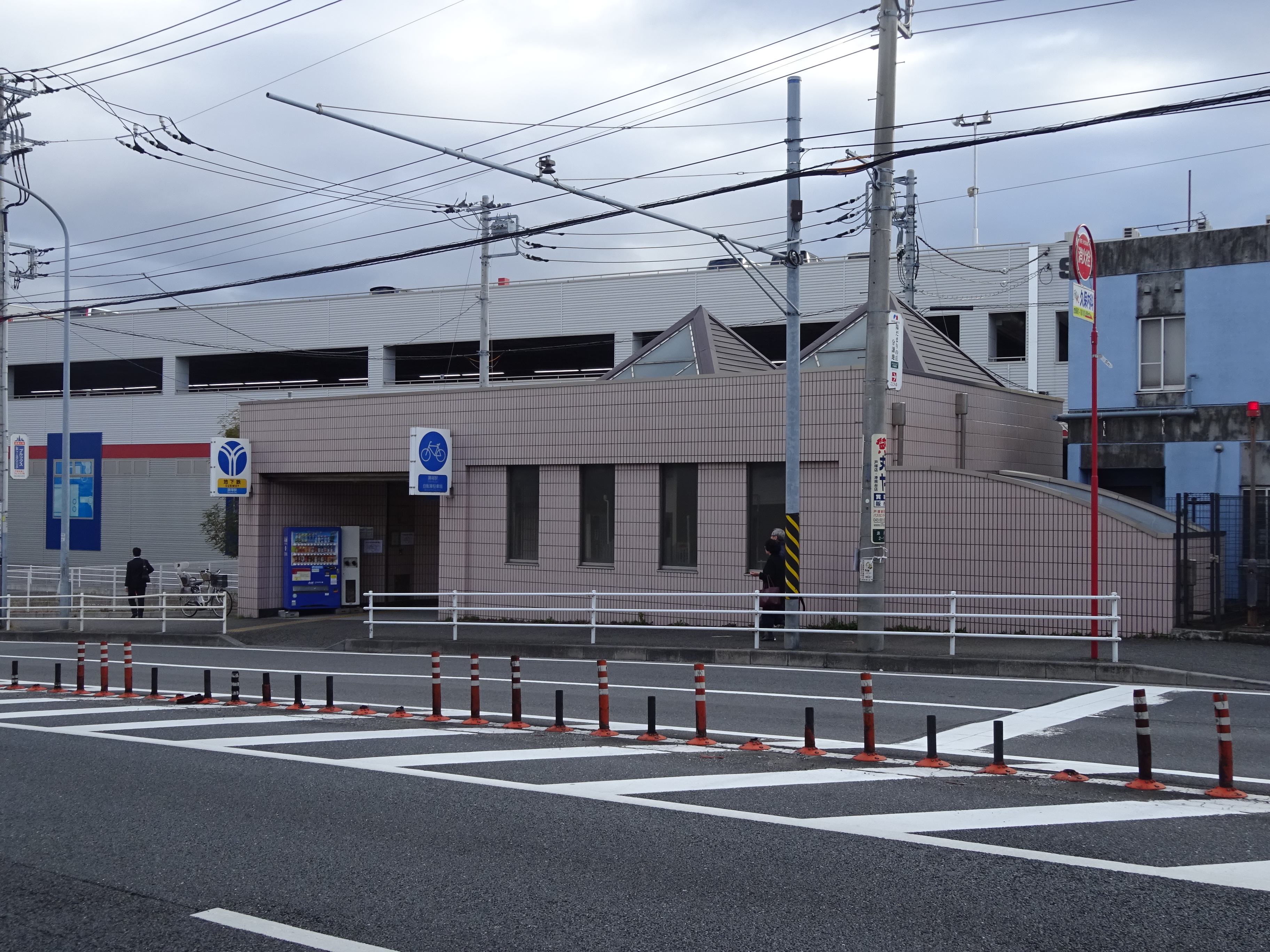
猫の耳をイメージした天窓がある、踊場駅1番出入口
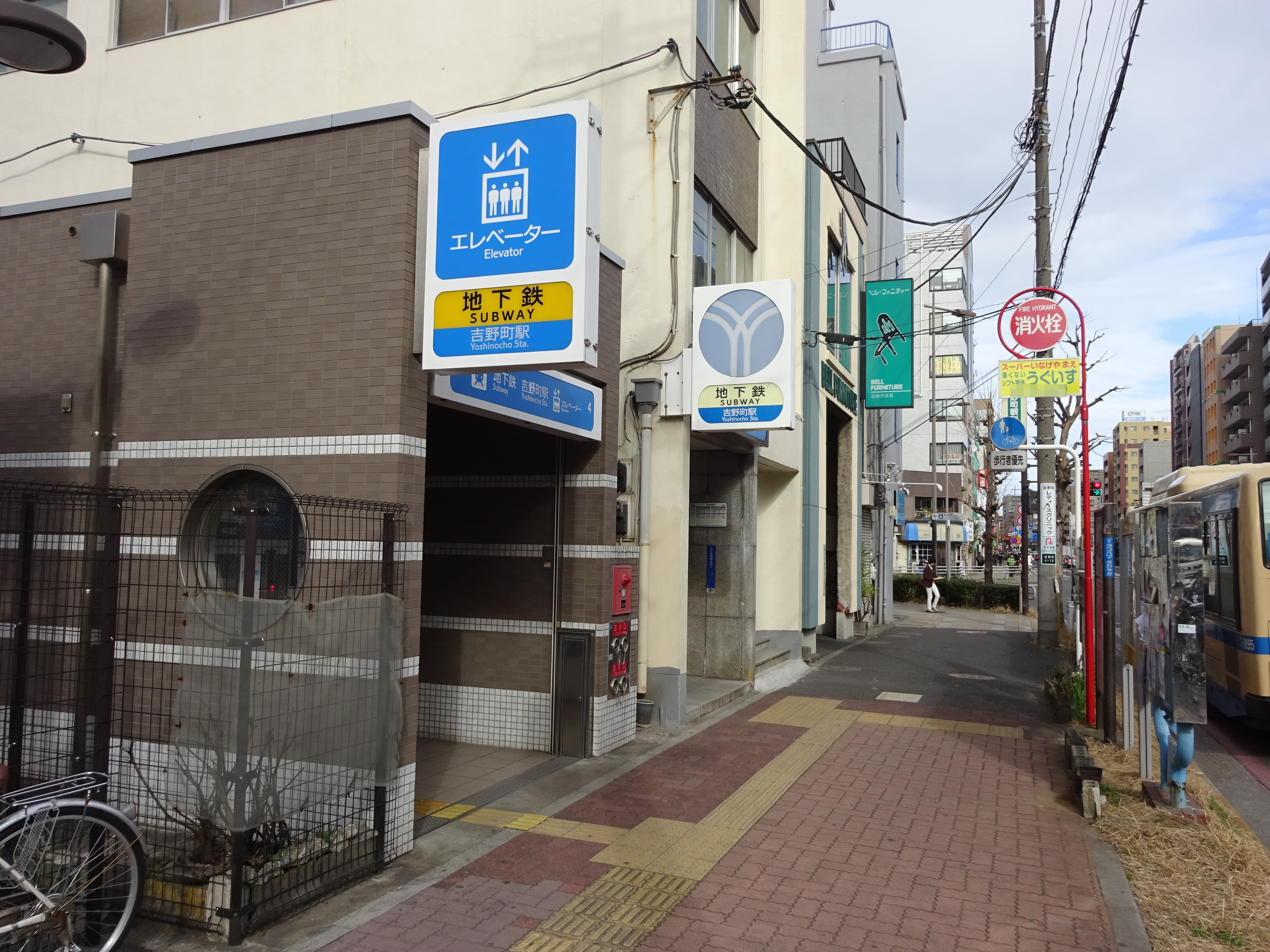
階級章の三本線と船の丸窓があしらわれた、吉野町駅の4番出入口
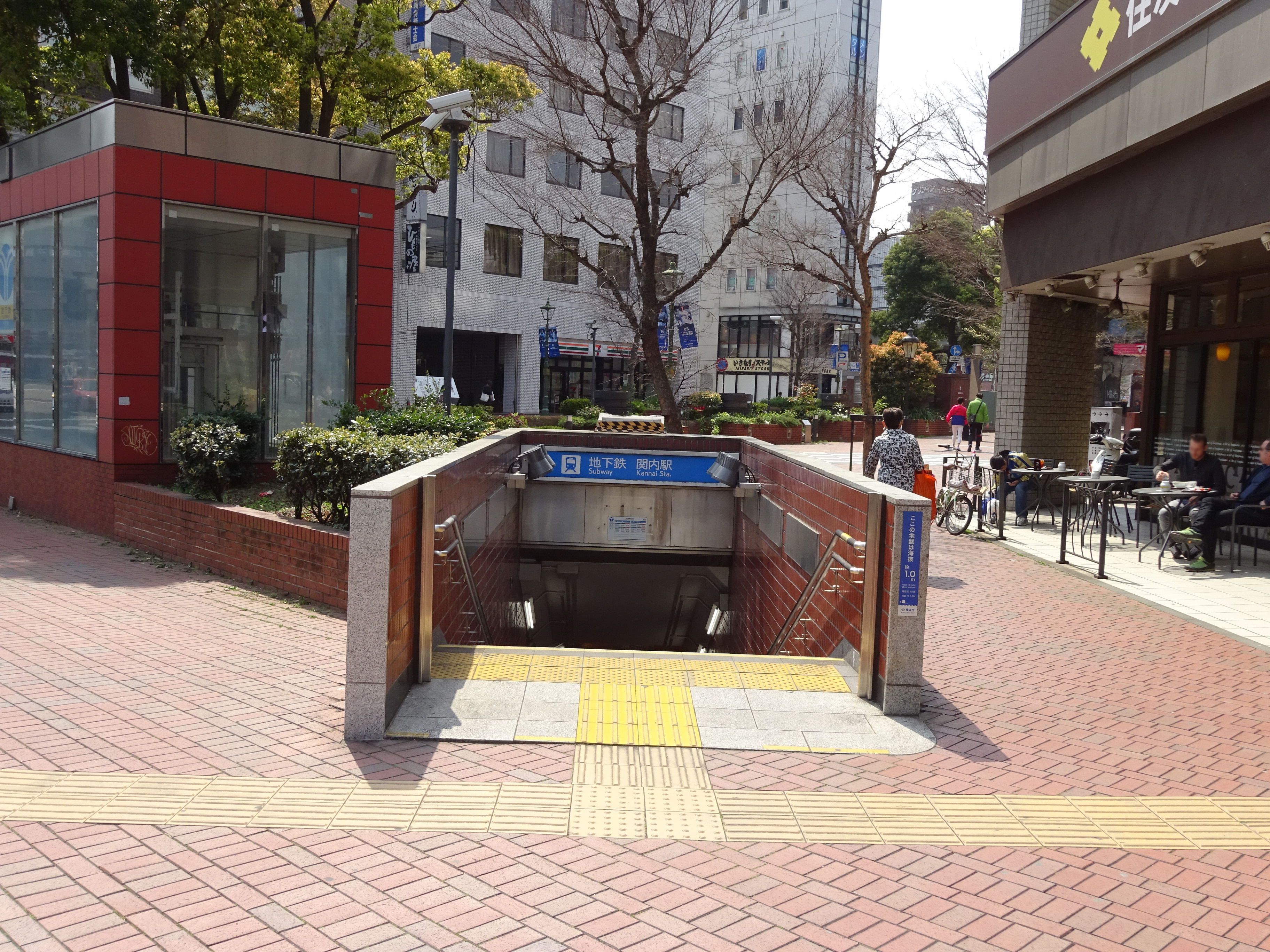
初代横浜駅駅舎をイメージしたレンガ色タイルの、関内駅7番出入口
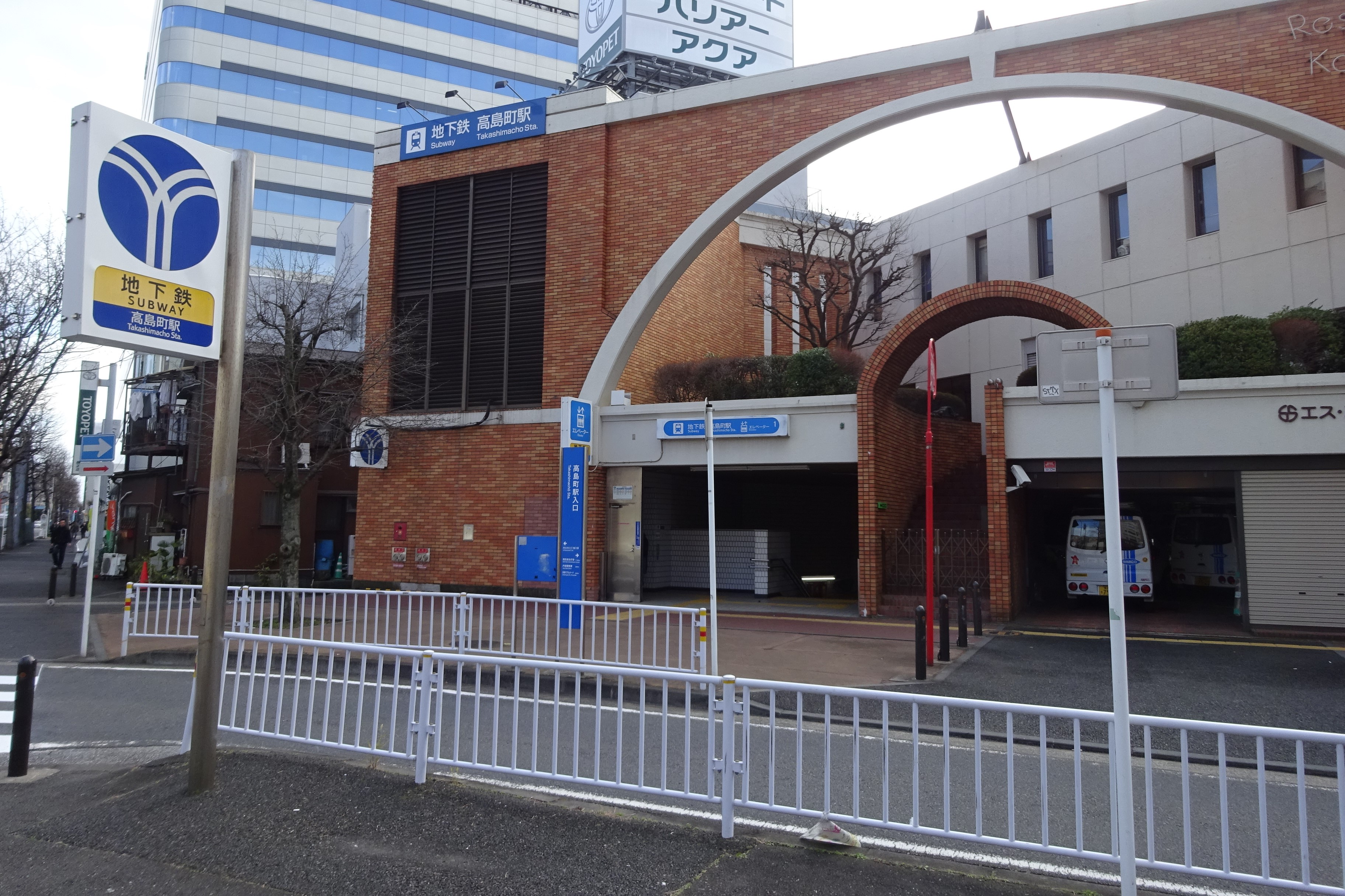
車輪をイメージした半円形の、高島町駅1番出入口
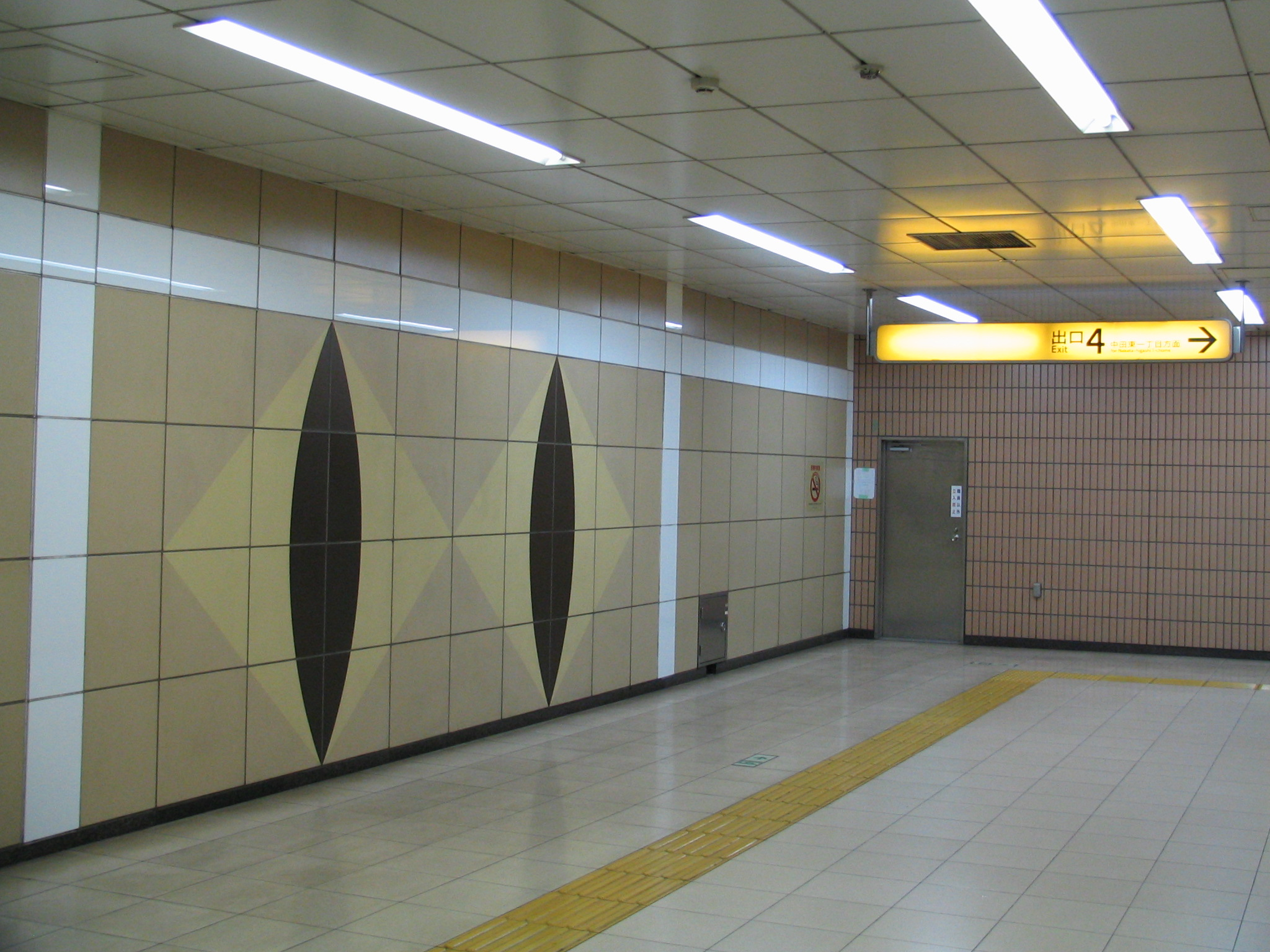
猫をモチーフにした、踊場駅構内の壁面

### パブリックアート
大半の駅にはレリーフ・彫刻・壁画などのパブリックアートが設置され、第1期・第2期開業の上大岡・関内・横浜駅については、高速鉄道建設技術協議会第二小委員会（通称 デザイン委員会）のメンバーであるデザイナーの粟津潔・柳宗理が、それ以外の第3期以降に開業した駅のレリーフ・彫刻については現代芸術家が制作している。なおセンター北駅の2カ所の壁画は、2008年に横浜市で第4回アフリカ開発会議が行われた際に「1駅1国運動」が開催され、センター北駅がアンゴラ共和国を担当したことから贈られたものである。
下表に記載がない上永谷、港南中央、弘明寺 - 阪東橋間、桜木町、高島町の各駅にはパブリックアートが設置されていない。
| 駅名           | 作品名                             | 作者                                           | テーマ                                                 | 寄贈者                         | 備考 |
| -------------- | ---------------------------------- | ---------------------------------------------- | ------------------------------------------------------ | ------------------------------ | --- |
| 湘南台         | コンポジション 交通と街            | 望月直登                                       |                                                        | 日本宝くじ協会                 | |
| 下飯田         | 芽吹きの空間                       | 高橋浩史                                       | 植物の芽吹き                                           | 日本宝くじ協会                 | |
| 立場           | JOY OF LIFE                        | Louis Fransen                                  | 豊かな自然環境・にぎわい                               | 日本宝くじ協会                 | |
| 中田           | 虹の翼                             | 工藤晴也                                       | 未来への発展                                           | 日本宝くじ協会                 | |
| 踊場           | 風 ―動きと輝き―                    | Tim Prentice                                   | 民話「猫の踊り場」                                     | 日本宝くじ協会                 | モビールとして天井に設置。 ※撤去済み |
| 戸塚           | 柏尾の彩                           | 九つ井 陶郷                                    | 柏尾川                                                 | -                              | |
| 戸塚           | 東海道五十三次 戸塚 元町別道       | 歌川広重                                       | 戸塚宿                                                 | -                              | 戸塚区制50周年・地下鉄戸塚駅開通記念（本開業）で、1989年8月に設置。浮世絵は初期版を使用。                                                          |
| 舞岡           | 太陽と地下鉄                       | H. Takeo                                       | 田園・地下鉄                                           | -                              | |
| 下永谷         | ひまわり                           | H. Takeo                                       | 港南区の花                                             | -                              | |
| 上大岡         | 銀の海に金の亀                     | 粟津潔                                         | 横浜港                                                 | -                              | かつては京急連絡改札口付近に設置されていたが、現在はバスターミナル改札口付近に移設されている。                                                     |
| 上大岡         | 港南区のシンボルマークとマスコット | 横浜市港南区役所                               | 港南区のシンボルマーク・マスコットキャラクター         | 横浜市港南区役所・横浜市交通局 | 港南区のシンボルマーク・マスコットキャラクターを大判タイルに印刷したもの。駅舎改良工事完成記念として、1997年3月に設置。                            |
| 上大岡         | 愛と希望                           | 横浜市港南区役所                               |                                                        | 横浜市港南区役所・横浜市交通局 | 港南区で生まれた赤ちゃん289人の手形を大判タイルにしたもの。駅舎改良工事完成記念として、1997年3月に設置。                                           |
| 伊勢佐木長者町 | 不明                               |                                                | 横浜市高速鉄道の標章                                   | -                              | 横浜市営地下鉄のシンボルマークをモザイクタイルで描いたもの。1〜4号線のアクセントカラーとして定められた、すべての色が使用されている。階段に設置。   |
| 伊勢佐木長者町 | 横浜の詩                           | 横浜市都市デザイン室                           | 吉田川の橋                                             | -                              | 大通り公園・地下鉄建設に伴い埋め立てられた吉田川・新吉田川にかけられていた橋の銘板をレリーフにしたもの。コンコースに、1981年10月に設置。           |
| 関内           | 亞墨利加蒸氣舩                     | 一川芳員                                       | 横浜港                                                 | -                              | - |
| 横浜           | 港の精                             | 柳宗理                                         | 横浜港・横浜ベイブリッジ                               | -                              | ※設置場所に店舗ができたため、撤去。 |
| 横浜           | 不明                               |                                                | 横浜市高速鉄道の標章                                   | -                              | 横浜市営地下鉄のシンボルマークをモザイクタイルで描いたもの。直通運転をする1・3号線のアクセントカラーが使用されている。地下1階の階段、2カ所に設置。 |
| 三ツ沢上町     | 三ツ沢公園                         | 横浜市交通局                                   | 三ツ沢公園                                             | -                              | プラットフォーム上の竪坑壁面に設置。 ※トンネル補修で塗りつぶされている                                                                             |
| 三ツ沢下町     | 貝塚                               | 横浜市交通局                                   | 三ツ沢貝塚                                             | -                              | プラットフォーム上の竪坑壁面に設置。 ※トンネル補修で塗りつぶされている                                                                             |
| 片倉町         | 太陽と田園                         | 横浜市交通局                                   | 田園風景・将来に向かって発展する街                     | -                              | |
| 岸根公園       | 池と小さな仲間達                   | 横浜市交通局                                   | 岸根公園の篠原池                                       | -                              | |
| 新横浜         | 海・港との調和                     | 横浜市交通局                                   | 国際港都・横浜ベイブリッジ・横浜市の姉妹都市・国際親善 | -                              | 床に世界地図・姉妹都市の紋章を描いたタイルも設置。                                                                                                 |
| 北新横浜       | 透明な光と影                       | 趙慶姫                                         |                                                        | 資生堂                         | 開業当時、資生堂リサーチセンターがあった縁から寄贈された。                                                                                         |
| 新羽           | イブの総て                         | 水谷忠敬                                       |                                                        | 横浜彫刻展 出品作品            | バスターミナル側に、金属レリーフとして設置。 |
| 仲町台         | AURORA (GREEN RENAISSANCE)         | 濱野邦昭                                       |                                                        | 横浜彫刻展 出品作品            | 銅像として設置。 |
| 仲町台         | 半分に削り取られた太い輪           | 中津川督章                                     |                                                        | 横浜彫刻展 出品作品            | 銅像として設置。 |
| センター南     | プレイザグラスセンプリーチェ       | 増田洋美                                       |                                                        | 横浜彫刻展 出品作品            | みなきたウォーク側に、ガラスレリーフとして設置。新羽駅より移設。                                                                                   |
| センター北     | 無題                               | Matondo Alberto, Don SebCassule, Lòzè, N'tangu | 友好の証                                               | アンゴラ共和国                 | 出入口・階段横の2カ所に壁画を設置。 |
| 中川           | 集う人達                           | 零駒無藏                                       |                                                        | 横浜彫刻展 出品作品            | 石像として設置。 |
| あざみ野       | こどもたち未来へ                   | 高部多恵子                                     |                                                        | 横浜信用金庫                   | 壁画前は催事販売に利用されることが多い。 |

横浜駅に設置されているモザイクアート
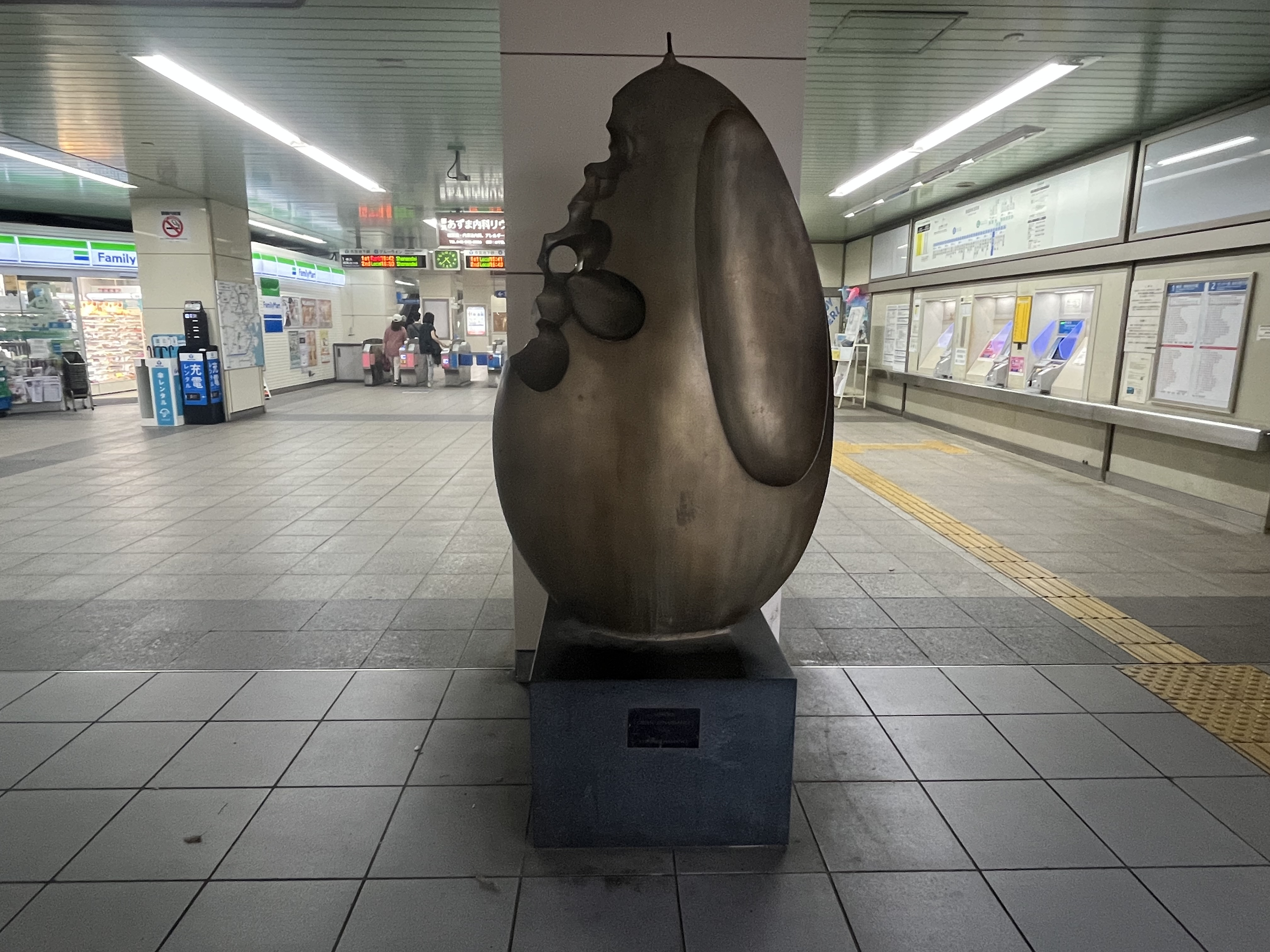
仲町台駅に設置されている銅像
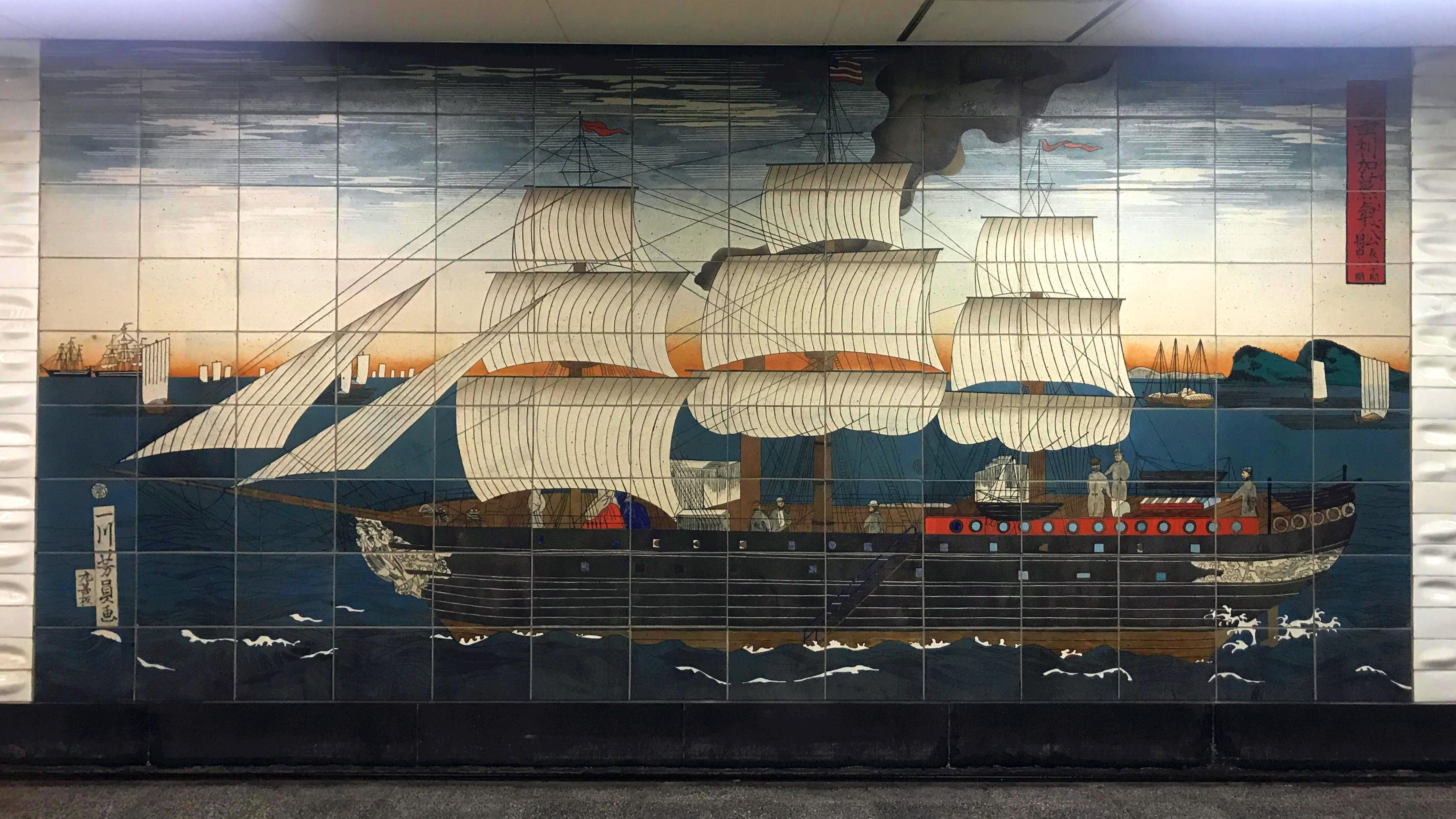
関内駅に設置されているタイル画
立場駅に設置されているレリーフ
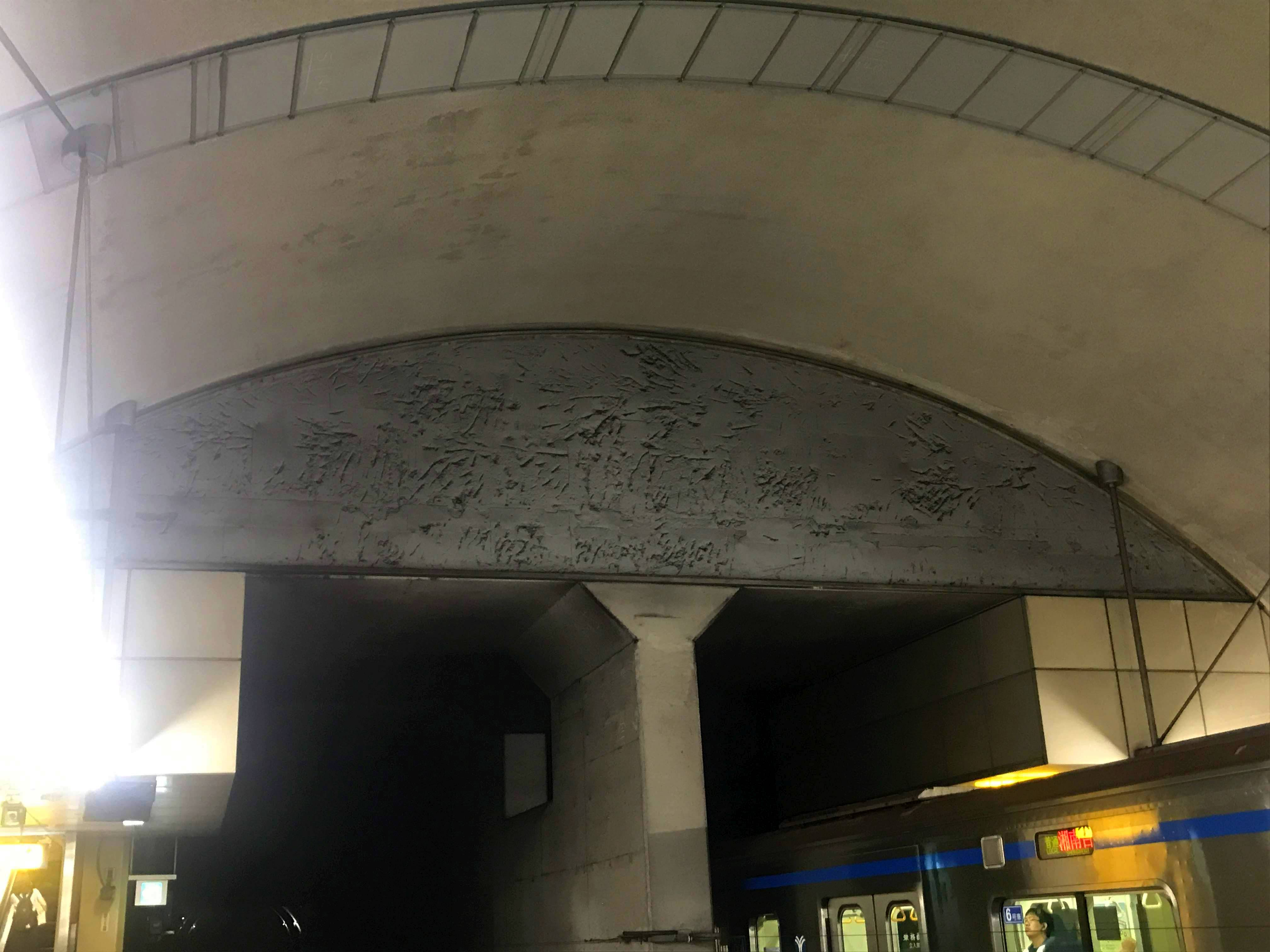
三ッ沢上町駅のレリーフの跡